# 名古屋グランパスエイト
名古屋グランパスエイト（なごやグランパスエイト、英: Nagoya Grampus Eight）は、日本の名古屋市、豊田市、みよし市を中心とする愛知県全県をホームタウンとする、日本プロサッカーリーグ（Jリーグ）に加盟するプロサッカークラブ。Jリーグ創設当初からのチーム、オリジナル10の1つ。呼称は名古屋グランパス（なごやグランパス）。

## 概要
トヨタ自動車工業サッカー部（1939年に創部）を母体に発足。ホームスタジアムは豊田スタジアムおよびパロマ瑞穂スタジアム、練習場はトヨタスポーツセンター第1グラウンド（詳細は#スタジアム・練習場を参照）。
チーム名の「グランパス（Grampus）」は英語で鯱（名古屋城の金鯱）、「エイト」は名古屋市の市章「丸に八」（）からきており、末広がりを表す。公式にはこのチーム名は名古屋市による命名としているが、「エイト」の部分は豊田章一郎（トヨタ自動車社長〈当時〉）が「トヨタ」のカタカナの総画数が「8」であることから命名したという。なお、2008年シーズンより呼称を「名古屋グランパス」へ変更したが、中日新聞は「1チーム11名のサッカーのチーム名に8が付くことのアンバランスさを解消すること」「リーグ戦では8位前後が多いため、そのイメージを払拭すること」を理由に挙げている。
チームロゴは発足より筆記体の「Grampus」に上下にそれぞれ「NAGOYA」「EIGHT」が組まれるスタイルが取られていたが、2017年より2段組の「NAGOYA」「GRAMPUS」となり、フォントはエンブレムに使われているものをベースとしている。

## 歴史

### Jリーグ加盟まで
プロリーグ設立委員会から話を持ちかけられた当初、トヨタ自動車は「先行きに見通しが立ちにくい」「トヨタ自動車のサッカー部は日本リーグの一部に昇格したばかりで、経済上のリスクもある」 とJリーグ参加には難色を示し、1990年5月に一度は不参加を決定した。
トヨタの不参加決定を受けて、初代Jリーグチェアマンを務めた川淵三郎はプロ化の構想がトップにまで上がっていないことを察知して「全国展開を目指す上で、大都市の名古屋にクラブがないのは致命的だ」と考え、トヨタカップなどで豊田章一郎と懇意にしていた日本サッカー協会の副会長であった長沼健に「名古屋、いや中部地区にひとつもクラブがないのはまずい。豊田章一郎さんに頼んでください」と訴えた。長沼は自ら豊田に参加を要請するとともに、長沼の関西学院大学体育会サッカー部の後輩でトヨタ東京本社総務部長であった西垣成美にも重ねて豊田の説得を依頼した。西垣は「東海3県（愛知、岐阜、三重）にひとつもプロのクラブがないとなれば、この地域でサッカーをやっている子供たちの夢はどうなるのでしょう」などとクビを覚悟で豊田に直訴すると、豊田は「オマエが作ればええ。東京にも大阪にもできて、名古屋にないわけにはいかんじゃろう」と当初の考えを翻して参加を決めた。以降、愛知県サッカー協会を使っての署名活動や地元メディアと連携し、Jリーグ加盟を取り付けたという。トヨタの参加表明は不参加決定を発表してから7か月後、1990年12月のことだった。
地域密着を理念とした加入条件に「チーム名に企業名を付けない」があり、長沼が豊田に「企業名を外して下さい」と強く要請し、豊田がこれを受け入れた。トヨタが真っ先に企業名を出さないと言ったことで、同じくJリーグ加入を予定していた住友金属（鹿島アントラーズ）、マツダ（サンフレッチェ広島F.C）もこれに追随した。なお、当初豊田が「どうせやるならトヨタの“ト”の字も出すな」とチームに企業色を全く出さなかったために、協会から「小さくてもいいから自社の証であるものをユニフォームに入れてくれないと広告宣伝費として認められない」と諭されたというエピソードもある。こういった経緯から現在は胸に入れられているトヨタのスポンサー表記は、チーム発足から2000年までの9年間は袖に入れられており、その間は胸にチームロゴが入れられていた。

### 1991年（プロクラブ化への動き）
社会人チームのプロ化に際して、トヨタ自動車工業サッカー部に所属する選手のうちプロとして活動する選手をグランパスエイトに、グランパスエイトに参加せずに社業に専念する選手を静岡県裾野市に設けたトヨタ自動車東富士FC（当時東海社会人サッカーリーグ所属。1993年廃部）にそれぞれ移籍させた。
1991年にはJリーグ発足に向けた補強の目玉としてディエゴ・マラドーナの獲得がほぼ決まっており、あとはトヨタ自動車の決定を待つのみという状態であったが、マラドーナのコカイン使用疑惑を受けて白紙撤回された。その代わりとしてスキャンダルのないクリーンなイメージのゲーリー・リネカーに白羽の矢が立ち、1992年にリネカーの獲得を発表された。

#### 1992年
- 監督 : 平木隆三（新任）

海外合宿を経て迎えた初試合は、8月1日のコリンチャンスとの親善試合であった。

Jリーグのプレマッチとして行われたJリーグカップにはリネカーは出場しなかったものの、ジョルジーニョ、小倉隆史、森山泰行、中西哲生、岡山哲也らが活躍し、中でも小倉隆史は5得点を決めて、3位の成績をおさめた。なお、この年の天皇杯では、翌年のJリーグ参加が決定していた10チームの中で唯一1回戦で敗退した。

### 1993年 - 2016年（J1）

#### 1993年
| Jリーグ開幕戦 リネカー 沢入 ピッタ ジョルジーニョ 浅野 米倉 小川 藤川 高本 江川 伊藤 |

- 監督 : 平木隆三（2年目）

平野孝ら複数が新入団するが、ハンス・オフトの助言を受けた小倉隆史はオランダへ留学した（当初は半年の予定で、後に1年に延長している）。5月2日のプレシーズンマッチ・SSラツィオ戦では、浅野哲也とリネカーのゴールによって2-1で勝利し日本のクラブチームとして初めてセリエAのチームに勝利した。
5月16日にJリーグ開幕戦を迎えるが、鹿島アントラーズにジーコのハットトリックを喫するなど0-5で敗れる。5月19日の第2節で浦和レッドダイヤモンズを相手に初勝利、チーム初得点は森山泰行であった。序盤は勝利数が先行するも、7月には敗戦数が勝利数を上回る借金生活となる。8月に入ると平木監督が体調不良で入院（健康上の問題と成績不振で後に辞任）、ジョージ与那城コーチが監督代行を務めると、これまで起用されなかった選手が起用された。チームの攻撃は極度にジョルジーニョに依存していたため、相手チームは厳しくマークして撤底して潰しにかかり、ジョルジーニョが抑えられると攻め手を欠くなど、ジョルジーニョは孤立無援状態であったが、2ndステージからエリベウトンを獲得、エリベウトンがジョルジーニョの良いサポート役になって攻撃を活性化させ、最終的にはやや持ち直してシーズンを終えた。
また、期待されたリネカーは怪我がちで7試合の出場にとどまり、司令塔のジョルジーニョとリネカーのプレーが噛み合わず、その他にリネカーを活かすことのできる選手が不在であったことも影響してわずか1得点でシーズンを終えた。
サントリーシリーズ9位（7勝11敗）、NICOSシリーズ8位（5勝13敗）、年間総合9位（12勝24敗）、チームの攻撃はジョルジーニョに極度に依存する形となるが、相手チームはジョルジーニョを徹底して潰そうとし、厳しいマークを受けてのプレーを強いられた。ヤマザキナビスコカップはグループリーグ4位で敗退、天皇杯は準々決勝敗退（ベスト8）。

#### 1994年
| 1994年 2ndステージ第22節 リネカー 森山 ジョルジーニョ 平野 岡山 小杉 小川 ガルサ 森 飯島 ディド |

- 監督 : ゴードン・ミルン（新任）

リーグ創設1年目の成績を打破すべく、レスター・シティ時代に監督としてリネカーを育てたミルンを監督に迎えるが、前年以上の低迷を強いられた。小倉隆史をボランチに、沢入重雄をセンターバックにコンバートすることを試みるが相次いで失敗。自陣ペナルティエリアに5 - 7人の守備を配する、通称「赤い団子」作戦も採られた。成績は奮わずシーズン終了を待たずにミルンの退任はほぼ決定的となり、11月にはミルンに休養を与え、残りの試合は三浦哲郎が監督代行として指揮した。次期監督にはフース・ヒディンクなどの名前も挙げられたが契約には至らず、12月9日にようやくアーセン・ベンゲルが新監督に決定する。
リネカーはサントリーシリーズをほぼ全休。7月にはストイコビッチとビニッチが加入するが、リネカーの1年半の成績からストイコビッチも当初は懐疑的な目で見られることも多かった。リネカーとストイコビッチのコンビに期待が寄せられるものの、ストイコビッチがコンディション不調に加えチームに馴染めず、リネカーも怪我の影響で出場が限られたこともあり、ともに出場した試合はわずか4試合であった。当初ストイコビッチは半年の予定で来日したが、後任監督にベンゲルが決定したことを受けて契約を更新した。一方でリネカーは11試合に出場して3得点という結果で、シーズン末での引退を決断した。また、Jリーグ開幕後の低迷するチームの中で奮戦していたジョルジーニョも この年限りで引退した。

サントリーシリーズ8位（9勝13敗）、NICOSシリーズは最下位（6勝16敗）、年間総合11位（15勝29敗）。Jリーグ新加入の磐田・平塚より下位で、かつ前年と同じ顔ぶれであった名古屋・浦和・G大阪の3チームは「Jリーグのお荷物」と揶揄された。ヤマザキナビスコカップは1回戦敗退、天皇杯は2回戦敗退。

#### 1995年
| 1995年の基本システム 小倉 ストイコビッチ 平野 浅野 デュリックス 岡山 小川 大岩 トーレス 飯島 伊藤 |

- 監督 : アーセン・ベンゲル（新任）

新監督に就任したベンゲルにはチーム構成の全権が与えられた。ヘッドコーチにはボロ・プリモラツを迎え、在籍する外国籍選手はストイコビッチ以外が入れ替えられた。
ベンゲルは中盤の4人がフラットに並ぶ4-4-2（あるいは4-3-1-2）を採用したゾーンディフェンスに加え、プレッシングと素早い攻守の切り替えといった組織的な戦術を徹底していった。この戦術はヨーロッパでは当時すでにスタンダードな戦術の1つとなっていたが、発足間もないJリーグでは斬新な戦術であった。約束事の多い組織的な守備面に対して、攻撃面ではベンゲルは細かな指示はせず、選手自らが選択するようなトレーニングメニューが組まれるに留まった。攻撃のキーマンにはストイコビッチが据えられ、少し引き気味のポジションから攻撃をコントロールした（そのため、システムは4-4-1-1とも表現される）。元々代表クラスの選手を抱えながら最下位争いで自信を失っていたチームに対し、ベンゲルは「常に長所だけを生かすようにする」という勝者の精神を植えつけていった。
初戦の3月18日・ガンバ大阪戦では飯島寿久とストイコビッチが退場するなど、1-3の完敗を喫する。序盤はベンゲルが選手の最適なポジションについて試行錯誤していたこともあり、第8節終了時点で4連敗を含む1勝7敗の最下位に沈む。開幕8試合のスタメンでセンターバックに7人が名を連ねた守備陣以上に、好不調の波が大きい不安定な攻撃陣が問題で、具体的な指示を求めた選手たちにベンゲルが「パスは未来に向かって出せ」などとアドバイスしたエピソードも残る。第9節の勝利で最下位を脱するも、その後は勝利と敗北を繰り返すなど安定しなかった。5月までの16試合すべての試合で異なるスタメンが試され、6勝10敗の12位で中断期間に入る。
中断期間にフランス合宿を行い戦術面の整理が行われ、リーグ戦が再開すると大岩剛がセンターバックにコンバートされスタメン定着、デュリックスが中央に移ることで攻守において安定する。リーグ再開初戦、6月17日の第17節でベルマーレ平塚に延長Vゴール戦の末競り勝つと、7月8日の第22節で鹿島アントラーズに勝利するまで7連勝。7月12日の第23節でヴェルディ川崎に1-2で敗れて連勝は止まるが、この試合では誤審をめぐって飯島寿久・ストイコビッチ・トーレスが警告、ベンチの中西哲生が退場処分、コーチのプリモラツが退席処分を受ける。累積による出場停止を含めて主力4人を欠いて翌24節に臨むが、若手の起用などで2-1で勝利し、残り3試合を連勝で終える。サントリーシリーズ4位（15勝11敗）。
8月12日のNICOSシリーズ開幕戦を前に、大怪我で長期離脱していた小倉隆史がスタメンに復帰する。開幕から4連勝するが、その後は夏の暑さに加えて過密日程による疲労、さらにチーム全体が連動する運動量の多い戦術による肉体的負担などから失速し、終始首位争いを続けるものの優勝は果たせなかった。NICOSシリーズ2位（17勝9敗）。年間総合3位（32勝20敗）。チームで初めてストイコビッチがリーグMVP、ベンゲルが最優秀監督の個人タイトルを獲得する。
天皇杯ではクラブ史上初めて決勝に進出。小倉隆史・平野孝のゴールによりサンフレッチェ広島を3-0で下して優勝、チーム初のタイトルを獲得した。

#### 1996年
- 監督 : アーセン・ベンゲル（2年目、9月退任）→カルロス・ケイロス（新任）

2月の代表合宿に参加していた小倉隆史が大怪我を負い長期離脱を余儀なくされる。3月9日には前年の天皇杯優勝チームとしてゼロックス・スーパーカップに出場し、リーグ戦優勝の横浜マリノスを2-0で破り1995年の年間王者となった。
この年のリーグ戦は、前後半の区分がない1シーズン制で開催された。グランパスは開幕から4連勝を挙げるが、その頃には小倉隆史の穴はルーキーの福田健二・望月重良が埋めつつあった。前半日程最後の第15節までを10勝5敗で終え、ヤマザキナビスコカップの集中開催期間を経て7月初旬から苫小牧でキャンプを行った。そのキャンプの最中にベンゲルはアーセナルFCからオファーが来ていることをグランパス側に伝え、8月に入るとロンドンでは監督就任が決定的との報道もあったが、ベンゲル自身はこの時点では去就に関して明言は避けていた。
8月に後半日程が始まると5連勝。その4戦目直後の9月15日に記者会見が行われ、9月28日の第21節を最後にベンゲルが退任し、後任にケイロスが就くことも発表された。第21節は柏レイソル戦は延長Vゴール戦の末競り負けるが、ベンゲルはその瞬間ベンチの前で呆然と立ち尽くしていた。こうしてベンゲルはグランパスを去ったが、優勝争いを演じる中での監督交代のダメージは承知しており、上手くいくように右腕のプリモラツが年内はグランパスに残るよう取り計らわれた。ケイロスが就任するまでの3試合はコーチのジョゼ・アルベルト・コスタが監督代行を務めた。最終成績は2位（21勝9敗）。
リーグ戦2位の成績によりサントリーカップ・チャンピオン・ファイナルに進出。1回戦で清水エスパルスを下し、決勝で鹿島アントラーズに勝利して優勝、翌年のサンワバンクカップへの出場権を獲得した。11月にはアジアカップウィナーズカップに出場し準優勝。ヤマザキナビスコカップはグループリーグ7位で敗退、天皇杯は3回戦敗退。

#### 1997年
- 監督 : カルロス・ケイロス（2年目、11月退任）

前年のチャンピオンシップの代替大会であったサントリーカップ勝者としてサンワバンクカップへ出場。MLSカップ優勝のD.C. ユナイテッドに勝利した。3月には小倉隆史が再手術を受け、長期離脱を余儀なくされる。
リーグ戦では1stステージ12位（6勝10敗）、2ndステージ5位（10勝6敗）、年間総合9位（16勝16敗）と低迷。ヤマザキナビスコカップは準決勝進出（ベスト4）するが、天皇杯は初戦で東京ガスサッカー部に敗れるなど浮き沈みの大きい年であった。シーズン終了後の11月、ケイロスは解任される。
なお、ケイロス以後「優勝請負人」とされる監督を招いては結果が出ずに短期間で解任する期間が続くが、ベンゲル時代に優勝間際まで迫った結果からファンやスポンサーの意識が「優勝」に向いてしまい、短期的な対応に終始してしまったと後年にクラブ幹部が省みている。さらにサッカークラブというよりトヨタの子会社で、クラブとしてのビジョンも定まっていなかった、プロのクラブになりきれていなかったとしている。この体質はクラブ運営に精通した福島義広が副社長、久米一正がGMに就任する2008年ごろまで続くことになる。またそれまでの間、成績についても優勝争いにも残留争いにも関わらず「万年中位」と揶揄される。

#### 1998年
- 監督 : 田中孝司（新任）

前年までコーチを務めた田中孝司が、カルロス・ケイロスの後任として監督に昇格する。
4月16日の第6節でアビスパ福岡に2-1で勝利し、通算100勝目を達成。最大で負けが32も先行していた状況を巻き返し、通算200試合目でちょうど五分の成績となった。
1stステージ3位（12勝5敗）、2ndステージ6位（11勝6敗）、年間総合5位（23勝11敗）。ヤマザキナビスコカップはグループリーグ2位で敗退、天皇杯は準決勝進出（ベスト4）。

#### 1999年
- 監督 : 田中孝司（2年目、4月退任）→ダニエル・サンチェス（新任）→ジョアン・カルロス（新任）

楢﨑正剛・山口素弘・呂比須ワグナーの加入により優勝候補と期待された。一部の選手と練習態度などを巡って衝突し、チームの輪を乱して成績も低迷したとして、リーグ戦開幕直後の4月に田中孝司が監督を解任される。後任にサンチェスが監督に就任するとやや上向くが、2ndステージが始まると再び低調となりサンチェスを監督から解任。監督代行のマザロッピを経て、9月にはジョアン・カルロスが監督に就任した。ジョアン・カルロス監督就任後は10連勝するなど持ち直す。
1stステージは8位（7勝1分7敗）、2ndステージ2位（11勝1分3敗）、年間総合4位（18勝2分10敗）。ヤマザキナビスコカップは準決勝進出（ベスト4）、天皇杯では2度目の優勝を果たした。

#### 2000年
- 監督 : ジョアン・カルロス（2年目）

1stステージは12位（7勝1分7敗）。2ndステージ開始直後の7月5日に大岩剛・望月重良・平野孝の解雇が発表される。これに関して当時副社長の小宮好雄は「3人は高い能力を持ちながら、怠慢プレーに加え、秩序や規律を乱す存在だった」と理由を説明した。これはカルロスの強い意向が働いたもので、戦力低下を危惧するストイコビッチなどの主力選手は彼らの残留を懇願したが、7日に社長から3人の放出が正式に発表された。7月にウェズレイが加入するが、こうした動揺から成績も奮わず、2ndステージは7位（7勝1分7敗）、年間総合9位（14勝2分14敗）。ヤマザキナビスコカップは準決勝進出（ベスト4）、天皇杯は4回戦で敗退した。
シーズン終了後、2年連続でチーム最多得点であった呂比須ワグナーに実質的な引退が打診され、呂比須が「サッカーを知らない人がフロントにいる」と怒りを露にする騒動も起きた。

#### 2001年
- 監督 : ジョアン・カルロス（3年目、8月退任）→三浦哲郎（新任）

中村直志らが新入団。1stステージは3位（10勝2分3敗）。7月21日の最終節・東京ヴェルディ1969戦を最後に、ストイコビッチが現役を引退。また、「主力選手との確執」を理由にカルロスが監督解任される。
2ndステージは6位（7勝1分7敗）。年間総合は5位（17勝3分10敗）。ヤマザキナビスコカップは準決勝進出（ベスト4）、天皇杯は3回戦で敗退した。

#### 2002年
- 監督 : ズデンコ・ベルデニック（新任）

1993年のリーグ開幕から基本システムとして4-4-2を採用していたが、シーズン途中から3-5-2へと変更した。1stステージ3位（10勝5敗）。
7月にパナディッチ・ヴァスティッチが加入するが、2ndステージ13位（5勝1分9敗）、年間総合6位（15勝1分14敗）。ヤマザキナビスコカップはグループリーグ3位で敗退、天皇杯は準々決勝進出（ベスト8）。

#### 2003年
| 2003年の基本システム ウェズレイ マルケス 中谷 滝澤 中村 吉村 海本(幸) 古賀 パナディッチ 大森 楢﨑 |

- スローガン : ハード・魂（ハート）。
- 監督 : ズデンコ・ベルデニック（2年目、8月退任）→ネルシーニョ（新任）

2月には上田滋夢がテクニカルディレクター（TD）に就任した。パナディッチ・大森征之・古賀正紘による3バックと、中村直志・吉村圭司のダブルボランチが機能し高い守備力を誇るが、反面得点力は乏しかった。6月にマルケスが加入。ベルデニックとフロントとの間に強化方針を巡った確執が表面化し、1stステージ終了後に監督交代に至っている。
1stステージ7位（5勝8分2敗）、2ndステージ8位（6勝4分5敗）、年間総合7位（11勝12分7敗）。ウェズレイがチーム初のJ1得点王を獲得した。
ヤマザキナビスコカップは準々決勝進出（ベスト8）、天皇杯は4回戦で敗退。

#### 2004年
- スローガン : ハード・魂（ハート）。 - 2004年、超える。-
- 監督 : ネルシーニョ（2年目）

8月21日の2ndステージ第2節でジュビロ磐田に勝利し、通算200勝を達成。
1stステージ8位（5勝5分5敗）、2ndステージ5位（7勝3分5敗）、年間総合は7位（12勝8分10敗）。4年連続二桁得点のウェズレイが、当時アルシンドが持っていた外国籍選手の通算得点の記録を更新した。
ヤマザキナビスコカップは準決勝進出（ベスト4）、天皇杯は5回戦で敗退。

#### 2005年
| 2005年 第23節 杉本 ルイゾン 藤田 山口 安 クライトン 中谷 秋田 増川 角田 楢﨑 |

- スローガン : 赤鯱魂 - Grampus-Spirits -
- 監督 : ネルシーニョ（3年目、9月退任）→中田仁司（新任）

杉本恵太・本田圭佑らが新入団。新潟との間で、岡山哲也・海本慶治・海本幸治郎・安英学と4件の移籍が発生した。順位は第8節終了時点で2位であったが、ウェズレイがネルシーニョと自身の起用方法を巡って対立し4月に退団、次いで5月にマルケスが退団すると下降の一途であった。6月に藤田俊哉と中山悟志が加入し、次いで8月にルイゾンが加入すると6試合で4得点の活躍を見せるが、9月にネルシーニョが解任されるとルイゾンも移籍した。不振から残留争いを演じるが、最後の2試合を1勝1分で終えJ1残留を決めた。

最終成績14位（10勝9分15敗）。ヤマザキナビスコカップはグループリーグ3位で敗退、天皇杯は5回戦で敗退。

#### 2006年
| 2006年の基本システム ヨンセン 杉本 金 山口 本田 中村 藤田 増川 スピラール 大森 楢﨑 |

- スローガン : 前線へ。その先へ。- Grampus Challenge 2006 -
- 監督 : セフ・フェルフォーセン（新任）

若手の育成を目指して、育成手腕に定評のあるフェルフォーセンを新監督に迎えるが、1月にフェルフォーセンを招いた上田滋夢がTDを解任される。
フェルフォーセンの戦術では、守備はゾーンディフェンスを基本として全体のポジショニングバランスを重視し、攻撃ではワイドに展開しつつ勝負どころで攻め込むまではリスクを避ける傾向があった。アンカー役の藤田俊哉の前に配されたのは本来は守備的ポジションの金正友と山口慶で、両サイドにはキープ力のある本田圭佑と中村直志が置かれ、特に左サイドの本田からのクロスは大きな武器であり、この中盤が戦術の肝となっていた。
一方でフォワードにはポストプレー役を担える選手を求めるが、その役割での成長が期待された若手は怪我で出遅れ、プレースタイルの異なる玉田圭司やディフェンダーの古賀正紘を代役に据えるが機能しなかった。5月の中断期間前までの12試合をリーグ最少の10得点・直近8試合勝ち星なしの13位で終えると、フェルフォーセンはポストプレーを得意とする選手の獲得を求める。7月にヨンセンが加入すると次第に成績も上向くが、最終成績は7位（13勝9分12敗）。
ヤマザキナビスコカップはグループリーグ5位で敗退、天皇杯は5回戦で敗退。

#### 2007年
- スローガン : 前線へ。その先へ。
- 監督 : セフ・フェルフォーセン（2年目）

開幕前に秋田豊・古賀正紘・角田誠といったディフェンダー陣の主力が相次いで退団し、開幕戦でスピラールが全治6ヶ月の怪我で長期離脱する。序盤に増川隆洋・米山篤志も相次いで負傷して欠場し、層が薄くなったセンターバックには下部組織から昇格したばかりの吉田麻也が潜在能力を買われて起用された。フォーメーションを4バック（ダブルボランチ型の4-4-2）に切り替えて急場を凌ぎ、その後も3バックと4バックを併用し、サイドのポジションに阿部翔平・小川佳純が抜擢されるなど若手の起用も増えた。
開幕4連勝で好スタートを切ったシーズンだったが、2度の3連敗もあり前半日程終了時点で10位（7勝2分9敗）。後半日程が始まっても好不調の波は激しく成績は低迷していたものの、フェルフォーセンの育成手腕を高く評価したクラブは契約延長を打診するが、フェルフォーセンは母国への帰国を望んで固辞し、10月10日にはシーズン末で退任することが報じられる。後任としてストイコビッチに監督就任が打診され、10月18日にはストイコビッチ本人もグランパス復帰の意向を示すが、その後Jリーグの監督就任に必要なライセンスの未取得が発覚する。グランパスは一度は断念するが、11月中にライセンスを取得する目途がたったことから再要請、11月27日に仮契約を結び記者会見を行った。
フェルフォーセンは退任発表とともにサッカー界からの引退も表明したが、11月に入るとPSVアイントホーフェンから監督就任のオファーが届いた。シーズン途中の監督人事が難航していたPSVからの救援要請に対してフェルフォーセンは、半年間限定のオファーであったことを理由に翻意して受諾した。PSVは早期の合流を望んだが名古屋側は「天皇杯が控えている」等の理由で拒否したため、フェルフォーセンは天皇杯の日程が終了するまで名古屋の監督として指揮し、PSV監督にはシーズン途中の1月に就任して優勝へと導き、シーズン終了後に改めて引退した。

最終成績11位（13勝6分15敗）。ヤマザキナビスコカップはグループリーグ4位で敗退、天皇杯は5回戦で敗退。

#### 2008年
| 2008年の基本システム ヨンセン 玉田 マギヌン 吉村 中村 小川 阿部 吉田 バヤリツァ 竹内 楢﨑 |

- スローガン : 前線へ。その先へ。 - Never give up for the win. -
- 監督 : ドラガン・ストイコビッチ（新任）

この年から呼称を「名古屋グランパス」に変更。この年に新設されたGMには久米一正が就いた。
新監督に就任したストイコビッチはヘッドコーチにボスコ・ジュロヴスキーを据え、攻撃戦術はストイコビッチが、守備戦術はジュロヴスキーが担当した。アシスタントーチにはストイコビッチと同じクラブOBのハーフナー・ディドが就任。
ストイコビッチの戦術はサイドアタックとゾーンディフェンスの2つの柱を基本とした組織的なパスサッカーで、この年は特にサイドチェンジが大きな効力を発揮した。フラットに近い4-4-2が採用され、攻撃の核として期待が寄せられた玉田圭司は得意なプレーを求められたことで調子を取り戻していった。
2節から7節を6連勝するなど幸先良いスタート切りるなどして最終節まで優勝争いを演じ、最終的に3位（17勝8分9敗）。初めてACLの出場権を獲得した。また、8月にはリーグ開幕から10年以上負け続けていた茨城県立カシマサッカースタジアムでの初勝利を挙げた（詳細は「#鬼門の茨城県立カシマサッカースタジアム」を参照）。
ヤマザキナビスコカップは準決勝進出（ベスト4）、天皇杯は準々決勝進出（ベスト8）。

#### 2009年
| 2009年中盤の基本システム ケネディ 玉田 ブルザノビッチ 三都主 小川 吉村 中村 増川 バヤリツァ 吉田 楢﨑 |

- スローガン : Never give up for the win. - その先の感動へ-
- 監督 : ドラガン・ストイコビッチ（2年目）

新たにコーチにクラブOBの飯島寿久と伊藤裕二が就任。田口泰士が新入団、田中隼磨やダヴィらが加入した。
3月22日の第3節で清水エスパルスに3-1で勝利し、ホームゲーム通算150勝を達成。中断期間前の5月24日までにダヴィは9得点を挙げ、その時点で得点ランクトップであったものの、ダヴィ以外の得点は7点にとどまった。この原因の1つとして昨シーズンにヨンセンが務めたポストプレーの役割にダヴィが適合していなかったことが指摘され、サイド攻撃を活かすためのターゲット役の獲得が急がれた。その時点では外国人枠は埋まっていたためAFC枠で獲得可能な選手を調査し、6月21日にオーストラリア国籍のケネディの獲得を発表した。7月にブルザノビッチ、8月に三都主アレサンドロが加入するとブルザノビッチをトップ下に置いた3-5-2が試され、終盤戦の第33節からは翌シーズンに繋がる4-3-3が採用されている。
守備面ではバヤリツァの長期離脱が大きく響き、前半戦は常にセンターバック駒不足の状態が続いた。吉田麻也と増川隆洋の2人がほぼ全ての試合に先発出場したが、7月5日のG大阪戦では両者を怪我と出場停止で欠き、センターバック経験の乏しい竹内彬と佐藤将也の2人が起用された。前半戦から学生時代にセンターバック経験のある巻佑樹の起用も検討されており、後半戦の10月25日のジュビロ磐田戦では実際にセンターバックで先発出場した。

最終成績は9位（14勝8分12敗）。ヤマザキナビスコカップは準々決勝進出（ベスト8）、天皇杯は準優勝。ACLはグループリーグ1位で通過したが、準決勝でアル・イテハドに敗退してベスト4。

#### 2010年
| 2010年の基本システム ケネディ 玉田 金崎 マギヌン 中村 ダニルソン 阿部 増川 闘莉王 田中 楢﨑 |

- スローガン : Never give up for the win. - さらなる高みへ -
- 監督 : ドラガン・ストイコビッチ（3年目）

金崎夢生・田中マルクス闘莉王・ダニルソンといった主戦力になりうる選手を補強。このシーズンから用いたのは当時の日本では珍しかった4-3-3で、より個人の速さやパワーを生かすことが狙いであった。3トップの中央に長身のケネディが鎮座し、両サイドの俊敏で運動量の多い金崎夢生と玉田圭司が流動的に動いてチャンスメイクし、勝負どころでは田中マルクス闘莉王がオーバーラップを試みる攻撃的な布陣であった。守備陣もゴール前に楢﨑正剛・田中マルクス闘莉王・増川隆洋が並び、中盤は超人的な身体能力のダニルソンが支えた。
3月6日の開幕戦でガンバ大阪に2-1で勝利すると、W杯による中断前までの12試合を7勝1分4敗で終える。序盤は苦戦したダニルソンだが5月に入ると調子を上げ、アンカーとして定着して存在感を強めていった。7月17日の第13節でリーグが再開すると、8月14日の第18節までを5勝1分の無敗で終えて単独首位に浮上する。そのまま一度も首位を明け渡すことなく、11月20日の第31節で湘南ベルマーレに1-0で勝利したことで、3試合を残してリーグ戦初優勝を決めた（詳細は「#リーグ初優勝（2010年）」を参照）。
ベストイレブンにはチーム最多の5人が選出。最優秀監督賞にストイコビッチ、MVPに楢﨑正剛が選出され、ケネディが得点王を獲得した。なお、元Jリーガーの最優秀監督賞受賞はギド・ブッフバルトに続く2人目 で、選手としてのMVPと両方を獲得したのはストイコビッチが初である。楢﨑はGKとして初めてMVPに選出された。このシーズンの得点はフォワードのレギュラー3人の合計は33点（ケネディ16点、玉田圭司13点、金崎夢生4点）に対して、フォワード以外で最も多い田中マルクス闘莉王が6点、攻撃的ミッドフィールダーで起用された4人は合計でも8点で、ここでも個の力に頼っていたことが分かる。
ヤマザキナビスコカップはグループリーグ6位で敗退、天皇杯は準々決勝進出（ベスト8）。

#### 2011年
| 2011年終盤の基本システム ケネディ 小川 玉田 藤本 ダニルソン 中村 阿部 増川 闘莉王 田中 楢﨑 |

- スローガン : Strong Believin' - 誇りを胸に -
- 監督 : ドラガン・ストイコビッチ（4年目）

永井謙佑が新入団。リーグ戦開幕に先立って、2月26日のゼロックス・スーパーカップで鹿島アントラーズに勝利し年間王者となる。
3月5日の開幕戦は横浜F・マリノスと1-1に終わるが、3月11日に東日本大震災が発生した影響でその後の試合日程が大幅に組み替えられる。グランパスとしては主力に負傷者が多いチーム事情に加え、ACL出場に伴う移動の疲労などもあり不安定なシーズン序盤となった。ACLグループステージは2位で突破するが、5月25日にラウンド16で水原三星ブルーウィングスに0-2で敗れる。その時点でリーグ戦は6試合を1勝2分3敗と苦戦していたが、悲願であったACLの敗退で奮起したチームは5月29日の第13節（7試合目）でアビスパ福岡に5-2と快勝すると、8月17日の第9節（21試合目）までの14試合を7連勝を含む10勝4分の無敗で駆け抜ける。6月15日の第15節・アルビレックス新潟戦の勝利で、通算300勝を達成。
このシーズンも開幕から2010年と同じ4-3-3を基本として用いたが、シーズン中盤から中村直志をダニルソンと並べる4-2-3-1を併用している。これによって個の力より連続性のあるプレーが求められ、こういったプレーを得意とする小川佳純が輝きを取り戻す。当初は試合途中からの変更が多かったが、優勝争いを演じた終盤戦は試合開始から4-2-3-1が多かった。小川佳純の復調にチーム全体も連動するように調子を上げ、最終節直前5試合を全勝して2位で最終節を迎える。12月3日の最終節はアルビレックス新潟に引き分け以上で優勝の可能性があり、グランパスは1-0で勝利するが、首位・柏レイソルも勝利したため勝点差1の2位（21勝8分5敗）でシーズンを終える。
優勝を逃したシーズンだったが、この年のグランパスは「最強の2位」との声もある。また、ストイコビッチは後年のインタビューで「2011年こそ優勝すべきだった」と答え、楢﨑正剛は「ベストな戦いは2011年」、田中マルクス闘莉王は「あのシーズンこそ、勝ちたかった」と述べている。
ヤマザキナビスコカップは準決勝進出（ベスト4）、天皇杯は準々決勝進出（ベスト8）。

#### 2012年
- スローガン : Strong Believin' - 誓いを胸に、再び。 -
- 監督 : ドラガン・ストイコビッチ（5年目）

ダニエルの加入により3バックが検討され、実際シーズン中に何度が使用された。
中村直志の怪我による長期離脱、玉田圭司のコンディション不良など終始主力選手を欠いた状態が続き、中でもケネディがフルシーズン働けなかったことが痛手となった。前年得点王のケネディはチームのポゼッションサッカーの大黒柱であり、永井謙佑や田口奏士などの若手の台頭で戦術変更も考えられたが、ストイコビッチは田中マルクス闘莉王をケネディの代役にすることを試みる。田中マルクス闘莉王の得点が増え一見成功したかのように見えたが、結果として前年までの良さを潰してしまう悪循環に陥り、総得点が減るばかりか守備の安定感も失われた。最終成績は7位（15勝7分12敗）。
ヤマザキナビスコカップ・天皇杯ともに準々決勝進出（ベスト8）。

#### 2013年
| 2013年 開幕戦 矢野 藤本 玉田 ヤキモフスキー 田中 田口 ダニルソン 牟田 ダニエル 闘莉王 楢﨑 |

- スローガン : Unlimited - 不屈の挑戦
- 監督 : ドラガン・ストイコビッチ（6年目）

矢野貴章やヤキモフスキーが加入。開幕戦には牟田雄祐が片山奨典以来7年ぶりの新人の開幕スタメン出場を果たした。リーグ戦は序盤からケネディの不調などの要因から、6月の中断期間前までの第9節から第13節を16年ぶりとなる5連敗で終えるなど不安定な展開が続いた。9月14日の第25節で清水エスパルスのラドンチッチのゴールにより、通算の1000失点目を喫する。
10月3日にストイコビッチがシーズン末に契約満了により退任することが発表された。また、慢性化した赤字改善 のため、11月22日には阿部翔平と田中隼磨（本人希望で発表は後日となったが増川隆洋の退団も決定）、同24日にはダニエル と契約延長しない旨が発表された。
ストイコビッチ体制下の6年間は優秀な成績を残した一方で、若手の育成を妨げたとの指摘もある。トレーニングの方針は選手のコンディション管理に主眼が置かれており、就任した2008年から主力はほぼ固定されていた。優勝した2010年をピークに主力選手のスタミナ面の陰りとともに成績は下降していき、その間若手選手は練習の内容・負荷ともに不足した状態で能力格差が広がっていた。事実としてこの6年間は移籍組が多く出場し、ストイコビッチ体制下で新たに出場機会を得た（年間半分以上の試合に出場した）若手選手は永井謙佑・田口泰士・巻佑樹・磯村亮太の4人のみとごく少数であった。

最終成績は11位（13勝13敗8分）。ヤマザキナビスコカップはグループリーグ4位で敗退、天皇杯は2回戦で敗退。

#### 2014年
| 2014年 開幕戦 玉田 ケネディ 小川 枝村 ダニルソン 磯村 本多 闘莉王 大武 田鍋 楢﨑 |

- スローガン : 改・Re:Vision
- 監督 : 西野朗（新任）[2]

ディフェンス陣の主力の多くが退団し、ストイコビッチ体制下で練習の強度不足の若手を起用せざるを得ない新チームは、久米一正GMの盟友である西野朗に託される。攻撃的なパスサッカーの印象が強い西野であったが、グランパスではまず主力の抜けた守備の整備に取り掛かった。再構築されたディフェンスラインは残留した田中マルクス闘莉王を除いて、本多勇喜・田鍋陵太・大武峻（特別指定選手）といった20代前半の若い選手が並んだ。磯村亮太・矢田旭・田口泰士らもこの年に大きな成長を遂げ、シーズン終盤には堅守速攻のスタイルを確立した。
3月1日の開幕戦では清水エスパルスに2-3で敗れるが、大武峻がグランパスの特別指定選手としては初めて開幕スターティングメンバーに名を連ねた。第2節から3連勝するが、直後に4連敗するなど安定しなかった。6月にはレアンドロ・ドミンゲスを獲得、攻撃の起爆剤としての期待が寄せられるが、低下していたコンディションに加えて負傷により満足なプレーができなかった。8月には川又堅碁が加入。最終成績は10位（13勝9分12敗）。
ヤマザキナビスコカップはグループリーグ4位で敗退、天皇杯は準々決勝進出（ベスト8）。

#### 2015年
| 2015年の基本システム 川又 小屋松 小川 永井 矢野 磯村 矢田 本多 闘莉王 竹内 楢﨑 |

- スローガン : 捷 moving
- 監督 : 西野朗（2年目、シーズン終了後退任[97]）

4月、常勤社長不在で実質経営トップにあった副社長の福島義広が退任 することに伴い、GMの久米一正がクラブで初めてトヨタ出身者以外から代表取締役社長に就任、GMとを兼任する。6月に小倉隆史がGM補佐に就任。
序盤は2分2敗と最悪のスタートを切ると、そのまま調子が上がらないまま1stステージを終える。楢﨑正剛を中心とした守備陣は安定感を示したが、攻撃陣は17試合で18得点と奮わず、これが不振の原因と考えられた。2ndステージ序盤は川又堅碁の活躍などで5試合で3勝と良好な出だしとなるが、8月以降は調子を落とし、守備陣も安定感を欠くようになる。終盤戦は4バックに変更して闘莉王を前線で起用する戦術も取るが、効果的とは言い難かった。守備が安定すれば得点に恵まれず、得点が増えると守備が崩壊する、終始噛み合わないシーズンであった。
10月4日にはシーズン末での西野の退任が発表された。西野は選手を過度に信頼しすぎる采配を貫いたとの指摘もあり、その結果として説明不足の監督、指示待ちになってしまう選手、という悪循環の構図が生まれていた。しかし、それ以上に就任時点での主力選手が大量流出した戦力不足が致命的で、チームを再構築しながらの上位進出という難しい要求もあった。若手の練度不足も足枷となり、西野が率いた2年間は常時5 - 10人の負傷者を抱える状態で、特に今シーズンは紅白戦すら満足にできない時期もあった。

1stステージ9位（6勝4分7敗）、2ndステージ10位（7勝3分7敗）、年間総合9位（13勝7分14敗）。ヤマザキナビスコカップは準々決勝進出（ベスト8）、天皇杯は2回戦で敗退。

#### 2016年
| 2016年の基本システム シモビッチ 永井 小川 古林 田口 イ・スンヒ 安田 大武 竹内 矢野 楢﨑 |

- スローガン : 信頼
- 監督 : 小倉隆史（新任、8月休養[101]）→ボスコ・ジュロヴスキー（新任[102][103]、シーズン終了後退任[104]）

「改革元年」と位置づけたシーズンは、小倉隆史が前例のない「GM兼監督」に就任して始まった。それに伴い、GMを兼任していた久米一正は社長専任となった。
チーム編成の全権を委ねられた小倉は明確な査定基準をもって既存選手との交渉に臨むが、その交渉姿勢は「ビジネスライクで情を欠いた交渉」とも受け取られ、田中マルクス闘莉王をはじめ一部の主力選手の流出を招く結果となる。戦力低下を補うはずの新加入選手もなかなか決まらず、小川佳純などの残留した主力選手も危機感を抱いていた。それでも1月15日には新陣容とともに明神智和や安田理大などの新加入選手が発表され、「5人目まで連動するサッカー」という方針も示された。
2月27日の開幕戦でジュビロ磐田に勝利すると勢いづき、シモビッチの高さと永井の速さを活かすカウンター戦術が機能し、結果こそ勝ち負けを繰り返すがチーム全体はネガティブな雰囲気ではなかった。しかし小倉自身がそのスタイルを否定したばかりか、「5人目まで連動するサッカー」を謳って続けられていたトレーニングは、開幕から2ヶ月が過ぎても成果が見られなかった。事実監督1年目の小倉は戦術の理論体系は確立していたものの、それを選手に伝えて浸透させる手法に欠けており、指導者としての経験不足だったと後に指摘されている。現実的なカウンターサッカーで勝点を稼ぐが、対策されるとそれも機能せず、5月4日の第10節で横浜F・マリノスに勝利した後は1勝もできずに1stステージを終える。
6月には減資および第三者割当増資を実施してトヨタ自動車の子会社（出資比率が50.12 %）となった。6月28日には、クラブOBの大森征之がチーム統括部強化・補強担当に就任（2018年に編成トップの「スポーツダイレクター」に就任）。
2ndステージに入っても勝てず、7月30日の第6節・横浜F・マリノス戦からは5バックを採用して守備の安定を図るが、これは思うような攻撃ができないがゆえの最終手段であった。いわば苦肉の守備的サッカーであったがまったく機能せず、8月23日に小倉は事実上解任される。後任にはストイコビッチ体制下でヘッドコーチを務めたジュロヴスキーがコーチを経て昇格し、田中マルクス闘莉王の復帰も発表された。小倉が指揮した26試合で勝利はわずか4つ。監督交代時点で8試合を残して16位、残留圏との勝点差は7であった。
ジュロヴスキーはまずチームを「正常な状態」に戻すことを試みた。フィジカル練習不足が指摘された欠点は長所のポゼッションを高めることで補い、長所を生かすことでネガティブに傾いていた選手たちの不安を取り除いていった。すると田中マルクス闘莉王が復帰した9月10日の第11節でアルビレックス新潟に勝利し、連続未勝利はクラブワースト記録となる18試合でようやく止まる。続く第12節は敗れるが、第13節・第14節は今季初の連勝で一時は残留圏に浮上した。しかし国際Aマッチデーなどによる3週間の中断により勢いは削がれ、第15節・第16節は1分1敗となり、降格圏の16位で11月3日の最終節・湘南ベルマーレ戦に臨む。他試合を含めた結果から言えば引き分け以上で残留が可能な状況ではあったが、危機感から冷静さを欠いて攻め急いだ挙句3失点を喫して敗れ、クラブ史上初のJ2降格が決定する。
1stステージ14位（4勝5分8敗）、2ndステージ15位（3勝4分10敗）、年間総合16位（7勝9分18敗）。15位のアルビレックス新潟と勝点差はなく得失点差での降格で、監督交代後の3勝2分3敗という五分の成績をみるに、監督交代が遅きに失した形であった。最終節翌日の11月4日には、降格の責任を取って久米一正が社長を辞任することを発表、6日には久米が続投を希望したジュロヴスキーの退任が発表、闘莉王の退団も報じられた。
ヤマザキナビスコカップはグループステージ6位で敗退、天皇杯は2回戦で敗退。

### 2017年 （J2）

#### 2017年
| 2017年の基本システム シモビッチ シャビエル 佐藤 青木 田口 小林 和泉 ワシントン 櫛引 宮原 楢﨑 |

- スローガン : 前へ ～Go Forward～
- 監督 : 風間八宏（新任）

クラブ創設25周年をJ2で迎えることになる。J2降格により小川佳純など多くの主力選手が退団したが、移籍の噂があった田口泰士が残留を発表した。その一方で佐藤寿人や玉田圭司が加入した。
1年でのJ1復帰が掲げられ、新監督には風間八宏が就任した。風間は「楽しく勝つサッカー」というコンセプトを掲げ、それまで風間が率いたチームと同じく「圧倒的に高いボール保持率で相手守備を崩す攻撃」と「ボールを奪われたときに素早く奪い返す攻撃的な守備」の2つを軸とした極端に攻撃偏重なポゼッション戦術を採用した。フォーメーションは3バックと4バックが併用され、複数のポジションをこなせる和泉竜司や宮原和也が重用された。メンバーは固定されず、多くの選手を様々なポジションで試した。
クラブ初となるJ2開幕戦は、2月26日のファジアーノ岡山戦。初戦を2-0で勝利すると、4月8日の第7節でカマタマーレ讃岐に2-1で勝利し4連勝で首位に立つ。第8節で徳島ヴォルティスに引き分けて5連勝はならなかったが首位を守った。その後湘南ベルマーレやアビスパ福岡と首位争いを演じるが、6月3日の第17節でツエーゲン金沢に敗れて以降は6試合で1勝のみで、一時は7位まで後退する。なお、第16節終了時点では首位で、結局首位に立ったのはシーズンを通じてこの3回だけであった。折り返しとなる第21節終了時点で10勝4分7敗、勝点34の6位で、自動昇格圏である2位の湘南ベルマーレには勝点差9であった。
6月1日には、クラブOBの中谷勇介がチーム統括部強化・補強担当に就任。前年に就任した大森とともに、クラブの補強を担当することになる。
7月18日にガブリエル・シャビエルが加入すると、初出場した第22節から5試合で3得点7アシストを記録し、8月の月間MVPに選ばれるなど攻撃の軸となる。7月30日の第25節から5連勝し昇格争いに復帰するが、第30節から1分3敗と6位に転落した間にV・ファーレン長崎に追い越される。第35節名岐ダービーでFC岐阜に大勝するなど第34節から4連勝で巻き返して、勝てば昇格に大きく近づく1戦、第38節V・ファーレン長崎との上位対決で引き分けて5連勝を逃した。第41節で自動昇格を逃し、最終節で3位となりJ1昇格プレーオフに回ることになる。
プレーオフ準決勝ではジェフユナイテッド千葉に4-2で勝利。決勝の相手はアビスパ福岡。リーグ最多85得点のグランパス、リーグ最少36失点のアビスパ福岡、いわば矛と盾のような決勝戦であった。試合は互いにゴールネットを揺らしたもののファウルやオフサイドで認められず、0-0のままで試合が終了し、プレーオフ規定によりグランパスの昇格が決定した。
前述のとおりこの年のグランパスの総得点「85」は、2位の徳島ヴォルティスの71に大きく差をつけてリーグトップであった。一方で総失点の「65」はこの年のJ2ワースト6位で、J2からJ1に昇格するクラブとしては史上最多失点で、無失点試合は42試合中7試合に留まった。
この年からルヴァンカップと名前を変えたJリーグカップには出場権なし、天皇杯は4回戦で敗退した。

なお、一般的に「J2に降格すると来場者数が1 - 3割減る」と言われるが、この年のグランパスはJリーグ史上初めて逆に来場者数を2万人以上増やしている。低成績が続いた2013年前後は観客動員数の低迷しており、当時の観戦者アンケートでは「クラブへの愛着度」が最下位であった。それを受けてファンサービス関係部署を再編してマーケティング部に統合され、様々な取り組みを行った成果が結実した形である。

### 2018年 - （J1）

#### 2018年
| 2018年の基本システム ジョー シャビエル 玉田 前田 ネット 小林 秋山 丸山 中谷 宮原 ランゲラック |

- スローガン : 攻める ～Go into Action～[125]
- 監督 : 風間八宏（2年目）

J1復帰に際してジョーとランゲラックといった現役代表クラスの外国籍選手を獲得し話題をさらう。期限付き加入中のガブリエル・シャビエルの移籍期間が延長され、風間は「基礎工事」は終わったとしてさらに「点を取るチーム」を目指していく。また、クラブOBの山口素弘が育成部門トップの「アカデミーディレクター」に就任した。
開幕2連勝で好スタートを切るが、第3節からは勝利から遠ざかり、第4節から第11節までは8連敗を喫した。ロシアワールドカップによる中断前最後の5月20日の第15節までで、結局勝利は開幕の2つだけであった。6月6日に天皇杯初戦の2回戦でJFLの奈良クラブと対戦しPK戦の末に敗退するが、「担当審判員による明らかな競技規則の適用ミス」があったとして、PK戦のみを6月28日にやり直すという異例の事態の末に勝利した。7月18日にリーグ戦が再開しても勢いは戻らず最終的に15試合未勝利で、2勝3分12敗の最下位で前半日程を終える。
夏季中断期間に中谷進之介・丸山祐市・前田直輝など大型補強を行う。8月1日の第19節・ベガルタ仙台戦で後半日程が始まると、新戦力が機能して7連勝して11位まで浮上。しかしその後9試合を3勝1分6敗で終え、J1参入プレーオフの対象である16位で最終節を迎える。同じく降格の可能性の残る湘南ベルマーレとの最終節に引き分け、12位から16位までが勝点41で並ぶ大接戦となり、得失点差でジュビロ磐田を上回り残留を決めた。
この年24得点のジョーは得点王を獲得し、シャビエルの9アシストはリーグ4位になるなど、J1残留争いをしながらも総得点52はリーグ4位であった。一方で59失点は最下位のV・ファーレン長崎と並んで最下位で、前年からの問題が改めて露見した。

最終成績は15位（12勝5分17敗）。ルヴァンカップはグループリーグ4位で敗退、天皇杯は前述の2回戦の騒動の後、3回戦で敗退した。

#### 2019年
| 2019年の基本システム ジョー シャビエル 和泉 前田 シミッチ 米本 吉田 丸山 中谷 宮原 ランゲラック |

- スローガン : 貫く ～Go Upward～
- 監督 : 風間八宏（3年目、9月退任[131]）→マッシモ・フィッカデンティ（新任[132]）

攻撃重視のスタイルの変化はなく適材適所の補強を行うことで全体のレベルを高めたが、中でもシミッチ・米本拓司のダブルボランチは新チームの肝として期待された。一方で楢﨑正剛・玉田圭司・佐藤寿人といったリーダーとなり得る選手の退団も多く、若手の台頭が期待される船出となった。
開幕3連勝で首位に立つ。その後は勝ち負けを繰り返すが、ホームに限れば第11節まで5連勝を達成しクラブ新記録を達成し、その間ホームでは無失点を続けた。第11節終了時点では首位に勝点差4の2位であった。第12節で川崎フロンターレと引き分けると、8月10日の第22節で川崎フロンターレと再度対戦して勝利するまで10試合の間未勝利が続き、その間に順位は10位まで後退した。その後は第23節の引き分けを挟んで3連敗して11位となり、9月23日に風間との契約を解除する。
2年半の風間体制で、風間の目指す攻撃偏重スタイルは確立しつつあった。課題とされた守備面も攻撃がうまくまわっていれば機能するもので、今シーズン序盤は優勝候補とされるほどの評価を得ていた。対して理想的な展開ができないときの守備の脆さは否定できず、前年までも組織で攻める相手に数多くの失点を重ねていた。今シーズン序盤はシミッチと米本拓司の加入で好調な出だしであったが、第13節以降は引いて守る相手に屈する展開が増えていった。それでも従来のスタイルを貫こうとする風間の姿勢は、結果を求める選手の意識と乖離していき、クラブ側が見かねて解雇したという見方もできた。
風間の解任と同日、後任には攻撃的戦術の風間とは正反対の「堅守速攻」で知られるマッシモ・フィッカデンティの就任が発表された。比較的戦術に自由が与えられていた風間体制下と異なり、フィッカデンティは規律を与えチームを立て直そうとした。しかし風間体制の戦術に慣れた選手たちが堅守速攻に馴染むには時間がかかり、第32節鳥栖戦に引き分け同節終了時点で16位以上こそ確定しJ2への自動降格はなくなったものの、J2のプレーオフ勝者との入替戦の対象となる16位となる可能性は最終節まで残っていた。第33・34節と連敗し、他チームの結果次第で16位となる可能性もあったが、最終節で残留を争う他チームが清水以外勝利しなかったことにより辛うじて残留を決めた。監督交代後の8試合は1勝3分4敗であった。
最終順位は勝点37の13位（9勝10分15敗）で、16位湘南との勝点差は僅か1。ルヴァンカップは準々決勝進出（ベスト8）、天皇杯は2回戦で敗退した。12月8日にはアカデミーダイレクターを務める山口素弘が執行役員フットボール統括に就任、アカデミーダイレクターとを兼任することが発表される。

#### 2020年
- スローガン : All for NAGOYA ～進化～
- 監督 : マッシモ・フィッカデンティ（2年目）

フィッカデンティが引き続き監督を務めた。途中から指揮した2019年シーズンの8試合は「残留のための仕事をしただけ」とし、2020年シーズン開幕に向けて新たなチーム作りを進めていった。フィッカデンティが用いるのは前線からのハイプレスと緻密なブロックで相手の良さを消す守備と、スピードと突破力のあるアタッカーの能力を生かした縦に速いショートカウンターを軸とした堅実な戦術で、理想としてリヴァプールFCを例に挙げた。マテウス・相馬勇紀といったサイドで勝負できる選手が多い特徴からフォーメーションは4-2-3-1が採用され、肝となるボランチには米本拓司・稲垣祥の守備特化のコンビが多く用いられ、高い運動量で攻守両面に貢献した。
2月22日の開幕戦でベガルタ仙台に引き分けると、その後は新型コロナウイルス感染症の感染拡大によりリーグ戦は長期中断となる。グランパスの選手及び関係者では、6月2日に金崎夢生、6月6日にランゲラック、7月24日に宮原和也、7月25日に渡邉柊斗とチームスタッフ1名、7月27日に選手寮の調理スタッフ1名 の陽性判定が発表された。7月にリーグ戦は再開されるが、この中断によりリーグ戦やルヴァンカップの日程は大幅に再編され異常な過密日程となり、天皇杯が出場チームを含めたレギュレーションが大幅に変更された。
中断期間中の6月21日にはジョーとの契約を解除する。ジョーは怪我の治療を理由に1月のキャンプに参加せず、中断期間にはいると無断でブラジルに帰国しており、6月17日には古巣のコリンチャンスがジョーの復帰を発表した。グランパスはジョーとは契約期間中であり、そもそもチームを離れることを許可していないと主張して契約不履行を理由として契約を解除し、主張が対立したことからFIFAの紛争解決室に判断を委ねる。11月に紛争解決室はジョー・コリンチャンス側が賠償金を支払うことを命じるが、ジョー・コリンチャンス側は納得せずスポーツ仲裁裁判所の判断を求め、2022年6月19日に賠償金を減額するものの支払期日が設定された判決が下される（詳細はジョーの項目を参照）。
7月4日にリーグ戦が再開すると第2節で清水エスパルスに勝利して通算400勝を達成し、引き分けを挟んで第4節から第6節を3連勝するなど良好な再スタートを切る。8月19日の第12節では無敗で10連勝継続中の川崎フロンターレに1-0で勝利するなど、堅守を武器に第4節以降は常に6位以上をキープし、最終成績は3位（19勝6分9敗）。リーグ戦3位の結果により、9年ぶりのACL出場を決める。この時点ではプレーオフからの出場の予定であったが、リーグ戦優勝の川崎フロンターレが天皇杯でも優勝したため、繰り上がってグランパスのグループステージからの出場が確定した。
このシーズンの総失点はリーグ最少の28で、これは34試合制となった2005年以降で4番目に少ない成績であった（詳細は「#年間無失点試合数のリーグ記録（2020年）」を参照）。ゴールキーパーとセンターバックのランゲラック・丸山祐市・中谷進之介に3人は全試合フル出場で、稲垣祥とマテウスもほぼフル出場するなどレギュラー陣はほぼ固定されており、起用された延べ人数488はリーグ最少と選手交代も少なかった。守備の中心的な選手がシーズンを通して出続けたことが「堅守」の要因として挙げられ、シュートストップが得意なランゲラックにいかに簡単なシュートを止めさせるかという守備のテーマが出来上がっていた。マテウスをはじめとする前線の選手も献身的に守備に参加していたが、一方で総得点45はリーグ12位で攻撃面に課題を残した。

ルヴァンカップは準々決勝進出（ベスト8）、天皇杯は新型コロナウイルス感染症によるレギュレーション変更によりリーグ戦3位のグランパスは不出場であった。

#### 2021年
| 2021年 開幕戦 山﨑 相馬 柿谷 マテウス 米本 稲垣 吉田 丸山 中谷 成瀬 ランゲラック |

- スローガン : All for NAGOYA ～超える～
- 監督 : マッシモ・フィッカデンティ（3年目）

ACL出場による選手の負担増加を見据えて柿谷曜一朗・木本恭生・長澤和輝・森下龍矢・齋藤学といった大型補強を敢行し、各ポジションを複数のレギュラークラス選手で争う陣容となった。課題であった得点力不足はボールをより高い位置で奪うイメージの共有や、カウンターの精度やアイデアの向上、元日本代表アタッカーの加入で改善が期待された。なお、この年からパロマ瑞穂スタジアムは2026年アジア競技大会を見据えた全面改築工事が実施され、当面の間のグランパス主催試合は全て豊田スタジアムで行われることになる。
1月28日、3年ぶりに復活したゼネラルマネージャー職に山口素弘が就任し、強化担当に新たに黒部光昭が就任することが発表される。
2月28日のアビスパ福岡との開幕戦では、オウンゴールによる失点もありながら2-1で勝利。3月6日の第2節で北海道コンサドーレ札幌に1-0で勝利すると、4月18日に第10節（ACLの日程変更により11試合目）でサガン鳥栖に1-2で敗れるまで無失点・無敗が続き、開幕6連勝のクラブ記録を更新するとともに、無失点に関する複数のリーグ記録を更新した（詳細は「#連続無失点試合・無失点継続時間のリーグ記録（2021年）」を参照）。
4月29日（第22節・13試合目）と5月4日（第12節・14試合目）は、ACLの日程変更により川崎フロンターレとの連戦となった。同一カードの連戦は前年に続いて2度目、1位・2位の対戦に限ると史上初で、攻撃力の川崎フロンターレと守備力のグランパスの首位決戦は『矛盾対決』として注目されたが、新型コロナウィルス感染症への感染によりフィッカデンティが2試合とも欠場を余儀なくされる。試合の指揮はブルーノ・コンカが執るが、消極的な立ち上がりとなったホームの1試合目は開始3分に先制点を許すと前半だけで3失点を喫して最終的に0-4で惨敗、守備を修正して挑んだアウェイの2試合目は後半序盤までに3失点を喫するも反撃に転ずるが一歩及ばず2-3での惜敗となった。
フィッカデンティの復帰は5月15日の第14節（17試合目）で、監督不在の4試合は1勝3敗と停滞した。復帰戦の第14節は清水エスパルスに3-0で勝利するが、主将で守備の要であった丸山祐市が後半8分に負傷交代し、精密検査の結果全治6 - 8か月の診断を受ける。その後はACLの日程により過密となった試合日程の影響もありリーグ戦は6試合にわたって未勝利が続き、7月17日の第20節（21試合目、サガン鳥栖）での今季初の逆転負けを皮切りに、8月12日の第18節（23試合目、横浜F・マリノス）までの3試合でフィッカデンティ体制下で初の3連敗を喫するなど 一時暫定6位まで後退する。その間は6試合で1得点8失点の内容であった。
得点力不足解消と守備再建が急がれ、夏の移籍期間にはシュヴィルツォクとキム・ミンテを獲得する。シュヴィルツォクは新型コロナウィルス感染症に伴う隔離措置を経て8月12日、キム・ミンテは8月13日にチームに合流。両選手とも合流後すぐ試合に出場し、求められた役割を果たし結果を残していった。第26節の無失点で前年記録した（34試合制になった2005年以降の）リーグ記録タイの無失点試合数「17」に26試合目で並び、さらに9月10日の第28節（28試合目）で54試合制の1995年に横浜F・マリノスが記録した18試合にも並んだ。
無失点試合数の記録を最終的に21試合まで伸ばしたが、最終成績は5位（19勝9分10敗）。この年の総失点数30はリーグ2位の成績であったが、総得点44はリーグ9位タイと奮わなかった。J2降格が決定した下位4チームとの戦績は4勝2分2敗、失点した17試合の結果は3勝4分10敗であり、引いて守る相手を崩したり守りきれない状況を覆す攻撃力不足に課題を残すシーズンであった。その一方で途中加入したシュヴィルツォクは21試合で12得点を挙げ攻撃の基点としても機能しており、翌シーズンに向けてはシュヴィルツォクの存在を念頭に置いた得点力改善が期待されたが、後述するACL準決勝後のドーピング検査でシュヴィルツォクの検体から禁止物質が検出されたことにより、一時はアジアサッカー連盟からシュヴィルツォクに4年間の活動停止処分が科された。後に服用していたサプリメントに陽性の原因であったことが認められて活動再開が可能となるものの、シュヴィルツォクは2022年シーズンは全休する形となった（詳細はシュヴィルツォクの項目を参照）。
ACLは決勝トーナメントに進出するが、10月17日の準々決勝で浦項スティーラースに敗退。天皇杯は10月27日の準々決勝でセレッソ大阪に敗れるが、3日後の10月30日に行われたルヴァンカップ決勝では同じセレッソ大阪に勝利して初優勝。稲垣祥が大会得点王と大会MVPを獲得した。このルヴァンカップ優勝で9クラブ目の3大タイトル（J1・天皇杯・ルヴァンカップ）制覇となったが、最初の天皇杯制覇（1995年）から26年が経過しており、3大タイトル制覇に20年以上を要したのは9クラブの中でグランパスだけである。なお、シーズン終了後にシーズンの活躍を収めたドキュメンタリー映画が製作された。
フィッカデンディの監督続投は濃厚と目されていたが、ルヴァンカップ優勝時に約束した2023年までの契約延長をクラブ側が白紙撤回したことが原因となり、12月8日までに解任されることが決定的と報じられた。同時に後任には長谷川健太が就任することが報じられた。なお、この年をもって大森征之もスポーツダイレクターを退任した。

#### 2022年
- スローガン : 未来へ
- 監督 : 長谷川健太（1年目）

クラブ創設30周年の節目。1月16日の新体制発表会で、新監督に就任した長谷川健太は獲得タイトルを増やすべく「50得点」という目標を掲げた。レオ・シルバ、酒井宣福、仙頭啓矢ら攻撃を特徴とする新戦力が加わり、ガブリエル・シャビエルの移籍で空いた背番号10はマテウスに引き継がれた。
1月24日からの春季キャンプで積極的な攻撃意識でのチーム再編を本格化させるが、新型コロナウィルス感染症の感染拡大の影響によりランゲラックやマテウスといった主力の合流が遅れたばかりか、チーム内でも感染者が続出したために全体練習の一時休止を余儀なくされた。この休止により基礎的なチーム作りを行う時間が大幅に削られ、W杯開催に伴う過密日程のシーズン中でのチーム構築を求められることとなる。
調整不足を懸念されて迎えた2月19日の開幕であったが、新戦力4人をスタメンに加えた初陣はヴィッセル神戸に2-0で勝利する。前年の戦術を基礎としながらも敵陣からのアグレッシブな守備や、積極的なチャンスメイクによって得点チャンスは増加するが、4月6日の第7節までの開幕6試合を2勝2分2敗の12位と苦しい立ち上がりとなった。続く4月10日の第8節（7試合目）はコンサドーレ札幌に0-2で敗れるが、試合中にシステムを3バック（3-5-2）に変更するなど改善が図られた。
4月20日に負傷退場した長澤和輝がシーズン中の復帰が絶望視されるなど序盤から離脱者が相次ぎ、加えて7月に入ると新型コロナウィルス感染者が続出してチーム状態は万全とは程遠い状態となる。グランパスは7月15日に「保健所の指導を受けて14日から16日までのチーム活動を停止する」ことを発表したが、後にこの「指導」は誤認であったことが発覚し、7月26日にグランパスは経緯を説明して謝罪した。なお、7月2日から16日までにカップ戦を含めて5試合が予定されていたが、この誤報告によりJリーグは16日のリーグ戦第22節・川崎フロンターレ戦の中止を決定していた。この騒動によりグランパスは、Jリーグから譴責と罰金200万円の懲罰を受けた。
第21節までの前半戦の成績は6勝7分8敗の13位。3バックへの変更前後を比較すると、1試合あたりの失点は1.29点から0.93点と大幅に改善したが、同時に得点も1点から0.64点へと大幅に減った。激しい守備でボールを奪い、素早い攻守切り替えでサイドからゴールを狙う戦術は確立しつつあったが、なかなかゴールが奪えず結果に繋がらなかった。その直接的な要因として、攻撃の核として期待されていたシュビルツォク不在の影響が大きいと考えられ、攻撃面を補うために夏の移籍ではレオナルドや永井謙佑などを獲得した。永井らの加入によって1試合あたりの得点は1.08点へと改善され、失点も1点へとやや悪化したものの、劣勢でも引き分けに持ち込む試合が増えたことで着実に勝点を積み重ねた。
リーグ戦の最終成績は11勝13分10敗で8位。失点数35は優勝した横浜F・マリノスと並んでリーグ最少タイであったが、得点数30はアビスパ福岡に次ぐワースト2位で、これは2016年の38得点を下回るクラブワースト記録となった。得点力不足の原因と考えられたのは本職のセンターフォワード不足で、3バックへの変更に伴うマテウスのコンバートには成功したものの、前田直輝の移籍やシュビルツォク不在といったシーズン当初からの影響は大きく、連携を求められる中盤も前年の主力が稲垣祥を除いて移籍や怪我により不在であり、シーズンを通して攻撃の組み立てに苦戦することとなった。

ルヴァンカップは準々決勝進出（ベスト8）、天皇杯は4回戦で敗退。

#### 2023年
| 2023年 序盤の基本システム ユンカー 永井 マテウス 和泉 稲垣 米本 森下 丸山 中谷 藤井 ランゲラック |

- スローガン : つむぐ -To the Next-
- 監督 : 長谷川健太（2年目）

1月8日の新体制発表会とともにチームは始動。新体制では楢崎正剛がアシスタントGKコーチに加わり、得点力不足解消や昨シーズン途中から導入した3バック前提のチーム作りのためにユンカー・野上結貴・和泉竜司などが加わった。長谷川健太はシーズンのテーマとして「勝利」を掲げ、新加入選手や若手の成長によるチーム内競争の活性化によるチームや戦術の進化に期待を寄せた。
2月18日の横浜FCとの開幕戦を1-0で勝利すると、開幕から1ヶ月間の5試合を3勝1分1敗の2位と好調の出だしとなった。5試合の得失点は5得点1失点で堅守を前提としたスピードのある速攻でゴールを狙うという形が確立しつつあり、開幕前のキャンプから繰り返し練習されたユンカー・マテウス・永井の縦に早い攻撃に加えて、ポストプレーが得意な酒井宣福の出場やウイングバックの人選によっても戦術が変化しており、河治良幸は「シンプルに見えて明確な対策を立てにくい」と分析している。前シーズンの課題であった本職のセンターフォワードとしてユンカーが機能したこともあり、前半戦の21試合を11勝6分4敗の3位で夏季中断期間を迎える。
夏の移籍では長澤和輝 に加え、監督の長谷川が「大黒柱」と評したマテウスが移籍したことで攻撃面の再構築を余儀なくされる。前田直輝が期限付き移籍から復帰し、グランパスの下部組織出身の久保藤次郎・森島司らを獲得した もののマテウス移籍の影響は大きかった。リーグ戦再開後の第22節・第23節は勝利したものの、攻め手を欠く展開から速攻の形が崩れてパス回数が増加するとともに前のめりになった守備の隙を突かれる形の失点も増え、第24節以降の11試合は6戦連続無勝利を含む1勝4分6敗の成績で、夏季中断期間前まで1試合平均「2」だった勝点は「1」へと大幅に減少し優勝戦線から一気に後退した。
リーグ戦の最終成績は6位（14勝10分10敗）。リーグ戦のホームゲームでの無敗はクラブ史上初で、浦和（2006年）と川崎（2021年）に次ぐ史上3チーム目の記録となった。総得点41は前シーズンから大幅に改善されたものの、夏季のマテウス移籍がチームに与えた影響は隠しきれず、離脱後はシーズン終盤まで試行錯誤を繰り返すこととなった。
ルヴァンカップは準決勝進出（ベスト4）、天皇杯は準々決勝（ベスト8）で敗退。夏季中断期間までは全てのタイトルの可能性もあったが、結果的には2年連続の無冠であった。

#### 2024年
| 2024年 ナビスコカップ決勝 永井 和泉 森島 徳元 椎橋 稲垣 野上 河面 三國 内田 ランゲラック |

- スローガン : 
　Never Give Up for the win.
　Challenge for the Top.
　Open Mind for the Grampus Family.[250]
- 監督 : 長谷川健太（3年目）

1999年から使用していたエンブレムを一新した。
1月13日にチームを始動し、翌14日に新体制発表会を開催。始動時点の所属選手のうち4割近い13人が新加入選手であり、特に主力3人が移籍したセンターバックにはハ・チャンレや三國ケネディエブス・井上詩音らが加入した。前年の夏以降失速の原因となった攻撃陣にはパトリック・山岸祐也らが加入したことに加えてユンカーが完全移籍へと移行し、ウィングバックも長谷川の「特徴のある選手」というリクエストに応じて小野雅史・中山克広・山中亮輔が加入して厚みを増した。選手の大幅な入れ替えがあったものの、バランスよく各ポジションを補強してのスタートとなった。
1月15日から春季キャンプを開始。ユンカー・山岸の2トップを生かすための1ボランチのシステムが採用され、練習試合を通じて攻撃陣の新戦力が機能していったが、山岸の負傷離脱により早くも暗雲が漂うこととなる。一方で主力離脱により再構築が最優先事項とされた守備陣の成熟度には課題が見られたことに加え、守備の柱として期待されたハ・チャンレと河面旺成の2人が開幕前に負傷したため不安を抱えて開幕戦を迎えることとなる。
2月23日の開幕戦には野上結貴に加えて新加入の井上・三國が3バックのスタメンとして出場したが、若い2人の経験不足が露呈し守備崩壊により鹿島に0-3で完敗する。ハ・チャンレは第2節から復帰したものの、第2節・第3節も敗れてJ1で唯一の開幕3連敗を喫して最下位に沈む。開幕の3連敗はグランパスとしては24年ぶり、無得点の開幕3連敗に限ると30年ぶりの出来事であった。第3節の途中からはシステムを前年までと同じ形に戻し、3月16日の第4節の柏レイソル戦でシーズン初勝利。第5節からは河面もスタメンに復帰し、初勝利から第9節までの6試合を無敗（5勝1分）で順位は5位まで上昇するが、その間にもユンカー・山岸など怪我による主力の一時離脱が相次いだ。
怪我人が多いながらもパトリックや永井の活躍もあって序盤戦は上位に踏みとどまるが、5月26日のリーグ戦第16節で小野・和泉、6月9日のルヴァンカップ・プレーオフラウンド第2戦でユンカー・永井が負傷するなどさらに怪我人が相次ぎ、復帰までの間に第19節から第22節まで長谷川の監督就任後ワーストの4連敗を喫したばかりか、6月12日の天皇杯2回戦で専門学校のJAPANサッカーカレッジに敗れ初戦敗退となった。長期離脱となった小野以外が復帰したのが8月後半で、その間にリーグ戦の順位は14位まで後退していた。
9月18日の第29節からは特定の特化したストライカーを置かない3トップと、高い位置の両ウィングバックが積極的にプレスを仕掛ける戦術へと転換。この戦術の鍵となったのが期限付き移籍で加入した徳元悠平であり、徳元の加入によってそれまでサイドに置かざるを得なかった和泉の前線起用が可能となり、和泉を攻撃面で生かすことができる現状のベスト布陣が整った。この時点でリーグ戦では優勝争いから退いた順位にあった一方で、ルヴァンカップでは準決勝に進出していたこともあり、長谷川は唯一のタイトルが狙えるルヴァンカップを優先する判断を下す。リーグ戦は第33節から第35節の3連敗を含む5試合連続無勝利を喫することとなるが、その間にルヴァンカップでは2度目の優勝を達成した。MVPはランゲラックが受賞。
リーグ戦の最終成績は11位（15勝5分18敗）。シーズン開始前から移籍や怪我による選手離脱に終始悩まされるシーズンであり、特に攻撃陣はユンカー・山岸の離脱によるプランの修正に最後まで苦心する形となった。守備陣でも唯一の左利きである河面の出場有無による成績の浮き沈みが激しかったものの、三國の成長もあり失点数はリーグ8位と比較的堅調であり、残留争いに加わることは一度もなかった。

#### 2025年
- スローガン : 
　Never Give Up for the win.
　Challenge for the Top.
　Open Mind for the Grampus Family.[280]
- 監督 : 長谷川健太（4年目）

1月11日に新体制発表会を開催し、1月13日から春季1次キャンプを開始した。このオフではランゲラック退団により最重要の懸案事項とされたGKとしてシュミット・ダニエルを獲得したのを筆頭にDFやサイドの選手を中心に補強し、1月22日にはマテウス・カストロの復帰も発表された。1月23日からの2次キャンプでは、前年に怪我人が多発した反省からリスクが高い選手の練習量を調整するなどの対策が採られたが、1次キャンプ前から膝に不安のあったシュミット・ダニエルの長期離脱が1月28日に発表され、選手層の薄くなったGKを補うために開幕直前の2月11日に児玉剛が緊急補強された。
2月15日の開幕戦には、プロ20年目で初の開幕戦先発の武田洋平や、大卒新加入ながら副キャプテンを任された加藤玄がスターティングメンバーに名を連ねたが、1993年以来の開幕戦大量失点で川崎フロンターレに敗れた。22日の第2節は先発4人を入れ替えて引き分けたが、第3節・第4節と連敗を重ねて最下位に沈んだ。初勝利を挙げたのは3月29日の第7節であり、開幕からの未勝利6試合はクラブワースト記録タイであった。
4月29日に行われた試合で、クラブのＪリーグ（Ｊ１、Ｊ２）におけるホームゲーム通算入場者数が1,000万人を達成した。。

## 成績
| J1リーグ | J1リーグ | J1リーグ                     |                              | Jリーグカップ | Jリーグカップ                                                                      | Jリーグカップ |      | 天皇杯 JFA 全日本サッカー選手権大会                  | 天皇杯 JFA 全日本サッカー選手権大会 | 天皇杯 JFA 全日本サッカー選手権大会 |
| 順位     | 回数     | 年度                         | 成績                         | 回数          | 年度                                                                               | 成績          | 回数 | 年度                                                 |                                     |                                     |
| -------- | -------- | ---------------------------- | ---------------------------- | ------------- | ---------------------------------------------------------------------------------- | ------------- | ---- | ---------------------------------------------------- | ----------------------------------- | ----------------------------------- |
| 優勝     | 1        | 2010                         |                              | 優勝          | 2                                                                                  | 2021, 2024    |      | 優勝                                                 | 2                                   | 1995, 1999                          |
| 2位      | 2        | 1996, 2011                   | 準優勝                       | 0             |                                                                                    | 準優勝        | 1    | 2009                                                 |                                     |                                     |
| 3位      | 3        | 1995, 2008, 2020             | ベスト4                      | 9             | 1992, 1997, 1999, 2000, 2001, 2004, 2008, 2011, 2023                               | ベスト4       | 1    | 1998                                                 |                                     |                                     |
| 4位      | 1        | 1999                         | ベスト4                      | 9             | 1992, 1997, 1999, 2000, 2001, 2004, 2008, 2011, 2023                               | ベスト8       | 9    | 1993, 2002, 2008, 2010, 2011, 2012, 2014, 2021, 2023 |                                     |                                     |
| 5位      | 3        | 1998, 2001, 2021             | ベスト8                      | 7             | 2003, 2009, 2012, 2015, 2019, 2020, 2022                                           | ベスト8       | 9    | 1993, 2002, 2008, 2010, 2011, 2012, 2014, 2021, 2023 |                                     |                                     |
| 6位      | 2        | 2002, 2023                   | ベスト8                      | 7             | 2003, 2009, 2012, 2015, 2019, 2020, 2022                                           | 5回戦敗退     | 4    | 2004, 2005, 2006, 2007                               |                                     |                                     |
| 7位      | 4        | 2003, 2004, 2006, 2012       | PO敗退                       | 0             |                                                                                    | 4回戦敗退     | 4    | 2000, 2003, 2017, 2022                               |                                     |                                     |
| 8位      | 1        | 2022                         | GL敗退 （1回戦～ 3回戦敗退） | 14            | 1993, 1994, 1996, 1998, 2002, 2005, 2006, 2007, 2010, 2013, 2014, 2016, 2018, 2025 | 3回戦敗退     | 4    | 1996, 1997, 2001, 2018                               |                                     |                                     |
| 9位      | 5        | 1993, 1997, 2000, 2009, 2015 | GL敗退 （1回戦～ 3回戦敗退） | 14            | 1993, 1994, 1996, 1998, 2002, 2005, 2006, 2007, 2010, 2013, 2014, 2016, 2018, 2025 | 2回戦敗退     | 6    | 1994, 2013, 2015, 2016, 2019, 2024                   |                                     |                                     |
| 10位     | 1        | 2014                         | GL敗退 （1回戦～ 3回戦敗退） | 14            | 1993, 1994, 1996, 1998, 2002, 2005, 2006, 2007, 2010, 2013, 2014, 2016, 2018, 2025 | 2回戦敗退     | 6    | 1994, 2013, 2015, 2016, 2019, 2024                   |                                     |                                     |
| 11位     | 4        | 1994, 2007, 2013, 2024       | GL敗退 （1回戦～ 3回戦敗退） | 14            | 1993, 1994, 1996, 1998, 2002, 2005, 2006, 2007, 2010, 2013, 2014, 2016, 2018, 2025 | 1回戦敗退     | 1    | 1992                                                 |                                     |                                     |
| 13位     | 1        | 2019                         |                              |               |                                                                                    |               |      |                                                      |                                     |                                     |
| 14位     | 1        | 2005                         |                              |               |                                                                                    |               |      |                                                      |                                     |                                     |
| 15位     | 1        | 2018                         |                              |               |                                                                                    |               |      |                                                      |                                     |                                     |
| 16位     | 1        | 2016                         |                              |               |                                                                                    |               |      |                                                      |                                     |                                     |

## 2025シーズン試合日程・結果

### 明治安田J1リーグ
| 節 | 開催日             | 対戦相手           | 開催地                                             | スコア（試合前はキックオフ時間)     | 備考                                                                | 来場者数 |
| -- | ------------------ | ------------------ | -------------------------------------------------- | ----------------------------------- | ------------------------------------------------------------------- | -------- |
| 1  | 2月15日            | 川崎フロンターレ   | Ｕｖａｎｃｅとどろきスタジアム ｂｙ Ｆｕｊｉｔｓｕ | 4-0 ●                               |                                                                     | 23,005人 |
| 2  | 2月22日            | ヴィッセル神戸     | 豊田スタジアム                                     | 2-2 △                               |                                                                     | 31,088人 |
| 3  | 2月26日            | FC東京             | 味の素スタジアム                                   | 3-1 ●                               |                                                                     | 14,971人 |
| 4  | 3月2日             | 町田ゼルビア       | 豊田スタジアム                                     | 1-2 ●                               |                                                                     | 34,718人 |
| 5  | 3月8日             | セレッソ大阪       | ヨドコウ桜スタジアム                               | 1-1 △                               |                                                                     | 17,171人 |
| 6  | 3月15日            | 東京ヴェルディ     | 味の素スタジアム                                   | 2-1 ●                               |                                                                     | 16,300人 |
| 7  | 3月29日            | 横浜FC             | 豊田スタジアム                                     | 2-1 ○                               |                                                                     | 32,226人 |
| 8  | 4月2日             | 横浜F・マリノス    | 豊田スタジアム                                     | 2-0 ○                               |                                                                     | 21,892人 |
| 9  | 4月6日             | 湘南ベルマーレ     | レモンガススタジアム平塚                           | 2-1 ●                               |                                                                     | 9,900人  |
| 10 | 4月12日            | ガンバ大阪         | パナソニックスタジアム吹田                         | 2-0 ●                               |                                                                     | 28,074人 |
| 11 | 4月20日            | サンフレッチェ広島 | 豊田スタジアム                                     | 2-1 ●                               |                                                                     | 29,072人 |
| 12 | 4月25日            | 鹿島アントラーズ   | 県立カシマサッカースタジアム                       | 1-0 ●                               |                                                                     | 13,550人 |
| 13 | 4月29日            | 柏レイソル         | 豊田スタジアム                                     | 1-2 ●                               |                                                                     | 34,151人 |
| 14 | 5月3日             | 清水エスパルス     | 国立競技場                                         | 0-3 ○                               |                                                                     | 52,847人 |
| 15 | 5月6日             | ファジアーノ岡山   | 豊田スタジアム                                     | 0-0 △                               |                                                                     | 24,867人 |
| 16 | 5月11日            | 京都サンガFC       | サンガスタジアム by KYOCERA                        | 1-1 △                               |                                                                     | 16,994人 |
| 17 | 5月17日            | アビスパ福岡       | ベスト電器スタジアム                               | 1-1 △                               |                                                                     | 7,370人  |
| 18 | 5月24日            | 浦和レッズ         | 豊田スタジアム                                     | 2-1 ○                               |                                                                     | 31,001人 |
| 19 | 5月31日            | アルビレックス新潟 | 豊田スタジアム                                     | 3-0 ○                               | スタグルフェア開催日                                                | 23,541人 |
| 20 | 6月15日            | ヴィッセル神戸     | ノエビアスタジアム神戸                             | 2-1 ●                               |                                                                     | 22,175人 |
| 21 | 6月21日            | 清水エスパルス     | 豊田スタジアム                                     | 1-1 △                               |                                                                     | 33,833人 |
| 22 | 6月28日            | サンフレッチェ広島 | エディオンピースウイング広島                       | 1-2 ○                               |                                                                     | 26,246人 |
| 23 | 7月5日             | 東京ヴェルディ     | 豊田スタジアム                                     | 0-0 △                               |                                                                     | 34,095人 |
| 24 | 7月20日            | 横浜F・マリノス    | 日産スタジアム                                     | 3-0 ●                               |                                                                     | 32,113人 |
| 25 | 8月10日            | 京都サンガFC       | 豊田スタジアム                                     | 1-2 ●                               | 2025鯱の大祭典対象試合(鯱の大祭典ユニフォーム赤色（GKカラー）配布） | 39,896人 |
| 26 | 8月16日            | 浦和レッズ         | 埼玉スタジアム2002                                 | 2-1 ●                               |                                                                     | 45,652人 |
| 27 | 8月23日            | 川崎フロンターレ   | 豊田スタジアム                                     | 19：00                              | 2025鯱の大祭典対象試合(鯱の大祭典ユニフォーム赤色（GKカラー）配布） |          |
| 28 | 8月31日            | FC東京             | 豊田スタジアム                                     | 19：00                              | 2025鯱の大祭典対象試合(鯱の大祭典ユニフォーム金色（FPカラー）配布） |          |
| 29 | 9月13日            | ファジアーノ岡山   | JFE晴れの国スタジアム                              | 18：55                              |                                                                     |          |
| 30 | 9月20日            | 湘南ベルマーレ     | 豊田スタジアム                                     | 17：00                              |                                                                     |          |
| 31 | 9月23日            | アルビレックス新潟 | デンカビッグスワンスタジアム                       | 14：00                              |                                                                     |          |
| 32 | 9月27日            | 鹿島アントラーズ   | 豊田スタジアム                                     | 17：00                              |                                                                     |          |
| 33 | 10月4日            | セレッソ大阪       | 豊田スタジアム                                     | 13：30                              |                                                                     |          |
| 34 | 10月18日           | 横浜FC             | 日発三沢球技場                                     | 14：00                              |                                                                     |          |
| 35 | 10月25日or10月26日 | ガンバ大阪         | 豊田スタジアム                                     | 只今公式の情報待ちです。coming soon |                                                                     |          |
| 36 | 11月8日            | 柏レイソル         | 三協フロンテア柏スタジアム                         | 16：00                              |                                                                     |          |
| 37 | 11月30日           | 町田ゼルビア       | 町田ＧＩＯＮスタジアム                             | 14：00                              |                                                                     |          |
| 38 | 12月6日            | アビスパ福岡       | 豊田スタジアム                                     | 14：00                              |                                                                     |          |

| 勝ち | 負け | 引き分け |
| ---- | ---- | -------- |
| ●    | ●    | ○        |

### ルヴァンカップ
| 節    | 開催日  | 対戦相手           | 開催地                       | スコア（試合前はキックオフ時間) | 備考     |
| ----- | ------- | ------------------ | ---------------------------- | ------------------------------- | -------- |
| 1回戦 | 3月20日 | テゲバジャーロ宮崎 | いちご宮崎新富サッカー場     | 0-3 ○                           |          |
| 2回戦 | 4月16日 | カターレ富山       | 富山県総合運動公園陸上競技場 | 1-1 △                           | 敗退決定 |

### 天皇杯
| 節         | 開催日  | 対戦相手             | 開催地           | スコア（試合前はキックオフ時間) | 備考 |
| ---------- | ------- | -------------------- | ---------------- | ------------------------------- | ---- |
| 2回戦      | 6月11日 | ヴェロスクロノス都農 | 豊田スタジアム   | 0-3 ○                           |      |
| 3回戦      | 7月16日 | ロアッソ熊本         | えがおスタジアム | 2-1 ○                           |      |
| ラウンド16 | 8月13日 | 東京ヴェルディ       | 味の素スタジアム | 1-2 ○                           |      |
| 準々決勝   | 8月27日 | サンフレッチェ広島   | 豊田スタジアム   | 18:30                           |      |

（※更新は試合終了から24時間後までには行われます。)

## 各記録等
シーズン単位の記録は、明記がない限り2005年の34試合制移行後に限る。

### シーズンの記録
| 項目       | 記録       | シーズン | 備考                                                                | 出典    |
| ---------- | ---------- | -------- | ------------------------------------------------------------------- | ------- |
| 最多勝利   | 23勝(J1)   | 2010年   | 単純な勝利数では1995年（52試合）の32勝。                            |         |
| 最多勝利   | 23勝(J2)   | 2017年   |                                                                     |         |
| 最多敗戦   | 18敗       | 2016年   |                                                                     |         |
| 最少勝利   | 7勝        | 2016年   |                                                                     |         |
| 最少敗戦   | 5敗        | 2011年   |                                                                     |         |
| 最多得点   | 67得点(J1) | 2011年   | 単純な得点数では1995年（52試合）の99得点。                          |         |
| 最多得点   | 85得点(J2) | 2017年   | この年のリーグ最多得点。                                            | [ 96 ]  |
| 最多失点   | 59失点     | 2018年   | この年のリーグ最多失点。 単純な失点数では1995年（52試合）の82失点。 | [ 96 ]  |
| 最少得点   | 30得点     | 2022年   |                                                                     |         |
| 最少失点   | 28失点     | 2020年   | この年のリーグ最少失点。後述。                                      | [ 157 ] |
| 無失点試合 | 17試合     | 2020年   | リーグ記録タイ。後述。                                              | [ 157 ] |
| 無失点試合 | 21試合     | 2021年   | 38試合。1993年のリーグ開幕からの最多記録。後述。                    | [ 194 ] |

### 試合の記録
| 項目                 | 記録   | 期間                             | 備考                                         | 出典    |
| -------------------- | ------ | -------------------------------- | -------------------------------------------- | ------- |
| 連続勝利             | 10試合 | 1999年2nd第6節 - 第15節          |                                              |         |
| 連続敗戦             | 9試合  | 1994年2nd第13節 - 第21節         |                                              |         |
| 連続引分             | 4試合  | 2008年第27節 - 第30節            |                                              |         |
| 開幕からの連続勝利   | 6試合  | 2021年第1節 - 第6節              | 延長戦廃止以後に限るとリーグ記録タイ。後述。 | [ 293 ] |
| 連続無敗             | 16試合 | 2011年第12節 - 第9節             | 同一シーズンに限ると最長。                   |         |
| 連続無敗             | 16試合 | 2020年第27節 - 2021年第10節      |                                              | [ 293 ] |
| 連続未勝利           | 18試合 | 2016年1st第11節 - 2nd第10節      |                                              |         |
| 開幕からの連続未勝利 | 6試合  | 1997年1st第1節 - 1st第7節        |                                              | [ 294 ] |
| 開幕からの連続未勝利 | 6試合  | 2025年第1節 - 第6節              |                                              | [ 294 ] |
| 連続得点試合         | 20試合 | 2003年2nd第14節 - 2004年2nd第3節 |                                              |         |
| 連続無得点試合       | 4試合  |                                  |                                              |         |
| 連続失点試合         | 24試合 | 1999年1st第5節 - 2nd第13節       |                                              |         |
| 連続無失点試合       | 9試合  | 2021年第2節 - 第19節             | リーグ記録。後述。                           | [ 168 ] |
| 無失点継続時間       | 823分  | 2021年第1節 - 第10節             | リーグ記録。後述。                           | [ 168 ] |
| 1試合の最多得点      | 8得点  | 1999年1st第15節                  | 対浦和レッズ                                 | [ 295 ] |
| 1試合の最多失点      | 7失点  | 1997年2nd第4節                   | 対鹿島アントラーズ                           | [ 296 ] |

| 項目         | 選手     | 記録                  | 日付           | 出典    |
| ------------ | -------- | --------------------- | -------------- | ------- |
| 最年長出場   | 楢﨑正剛 | 40歳06か月019日（J1） | 2016年11月03日 | [ 297 ] |
| 最年長出場   | 楢﨑正剛 | 41歳05か月002日（J2） | 2017年09月17日 | [ 297 ] |
| 最年長ゴール | 玉田圭司 | 38歳06か月023日       | 2018年11月03日 | [ 297 ] |
| 最年少出場   | 成瀬竣平 | 17歳02か月001日       | 2018年03月18日 | [ 298 ] |

### 通算の記録
| 項目          | 日付           | 対戦相手               | 備考                           | 出典           |
| ------------- | -------------- | ---------------------- | ------------------------------ | -------------- |
| 1勝目         | 1993年05月19日 | 浦和レッドダイヤモンズ |                                | [ 20 ]         |
| 100勝目       | 1998年04月15日 | アビスパ福岡           | 通算200試合目。                | [ 20 ]         |
| 200勝目       | 2004年08月21日 | ジュビロ磐田           | 通算395試合目。史上6クラブ目。 | [ 20 ]         |
| 300勝目       | 2011年06月15日 | アルビレックス新潟     | 通算621試合目。史上5クラブ目。 | [ 20 ]         |
| 400勝目       | 2020年07月04日 | 清水エスパルス         | 通算886試合目。史上5クラブ目。 | [ 20 ] [ 153 ] |
| 1敗目         | 1993年05月16日 | 鹿島アントラーズ       | Jリーグ開幕戦。                |                |
| 100敗目       | 1998年04月04日 | セレッソ大阪           | 通算198試合目。                |                |
| 200敗目       | 2006年10月07日 | FC東京                 | 通算468試合目。                |                |
| 300敗目       | 2015年10月03日 | 柏レイソル             | 通算778試合目。                |                |
| 400敗目       | 2024年06月30日 | セレッソ大阪           | 通算1045試合目。(J2は除く)     |                |
| ホーム1勝目   | 1993年05月22日 | 横浜マリノス           |                                |                |
| ホーム100勝目 | 2002年07月24日 | ヴィッセル神戸         |                                |                |
| ホーム200勝目 | 2015年05月02日 | 湘南ベルマーレ         | 史上4クラブ目。                | [ 299 ]        |
| 1000試合目    | 2023年04月29日 | 横浜F・マリノス        | 史上4クラブ目。                |                |

| 項目            | 日付           | 対戦相手               | 得点者               | 備考                        | 出典    |
| --------------- | -------------- | ---------------------- | -------------------- | --------------------------- | ------- |
| 1得点目         | 1993年05月19日 | 浦和レッドダイヤモンズ | 森山泰行             |                             | [ 20 ]  |
| 500得点目       | 2001年07月07日 | アビスパ福岡           | ウェズレイ           |                             |         |
| 1000得点目      | 2011年07月23日 | サンフレッチェ広島     | 増川隆洋             |                             | [ 300 ] |
| 1500得点目      | 2023年06月11日 | アビスパ福岡           | キャスパー・ユンカー |                             | [ 301 ] |
| 1失点目         | 1993年05月16日 | 鹿島アントラーズ       | ジーコ               | Jリーグ開幕戦。             |         |
| 500失点目       | 2001年11月24日 | 浦和レッズ             | 福田正博             |                             |         |
| 1000失点目      | 2013年09月14日 | 清水エスパルス         | ラドンチッチ         | ガンバ大阪に次ぐ2クラブ目。 |         |
| ホーム1得点目   | 1993年05月22日 | 横浜マリノス           | 沢入重雄             |                             |         |
| ホーム500得点目 | 2010年03月13日 | 川崎フロンターレ       | マギヌン             |                             |         |
| ホーム758得点目 | 2020年09月26日 | 清水エスパルス         | 丸山祐市             | 758は「名古屋」に因む。     | [ 302 ] |

| 項目                 | 1位                     | 2位                             | 3位                             | 出典            |
| -------------------- | ----------------------- | ------------------------------- | ------------------------------- | --------------- |
| 出場試合数           | 楢﨑正剛（527試合）     | 中村直志（342試合）             | 小川佳純（286試合）             | [ 303 ]         |
| 連続出場試合数       | 稲垣祥（139試合）       | 楢﨑正剛（123試合）             | ランゲラック（114試合）         | [ 304 ] [ 305 ] |
| 得点数               | ウェズレイ（81点）      | 玉田圭司（69点）                | ケネディ（64点）                | [ 306 ]         |
| 直接FKでの得点数     | ウェズレイ（10点）      | ストイコビッチ・玉田圭司（6点） | ストイコビッチ・玉田圭司（6点） | [ 307 ]         |
| PKでの得点数         | ケネディ（17点）        | ストイコビッチ（16点）          | 玉田圭司（8点）                 | [ 307 ]         |
| 途中出場からの得点数 | 森山泰行（22点）        | 岡山哲也（13点）                | 福田健二（10点）                | [ 308 ]         |
| 警告                 | 中村直志（88回）        | ストイコビッチ（82回）          | 古賀正紘（57回）                | [ 309 ]         |
| 退場                 | ストイコビッチ（13回）  | 飯島寿久（6回）                 | トーレス・古賀正紘（5回）       | [ 310 ]         |
| 監督勝利数           | ストイコビッチ（103勝） | ベンゲル（47勝）                | 長谷川健太（40勝）              | [ 311 ]         |

### 鬼門の茨城県立カシマサッカースタジアム
鹿島アントラーズの本拠地である茨城県立カシマサッカースタジアムでは、1993年のリーグ開幕戦でジーコのハットトリックを含む5失点完封負けを喫し、その後は2008年までリーグ戦だけで15試合、カップ戦を含めると20試合で1勝も挙げることができなかった。1997年にはクラブ最多7失点もカシマで記録しており、2019年までは無失点の試合が1度もなかった。2020年の第25節でようやく無失点で試合を終えるが、2020年までのカシマでのリーグ戦の対戦成績は5勝1分21敗と大きく負け越している。
| 年   | 節など    | 開催日   | スコア        |      | 年          | 節など   | 開催日   | スコア |
| ---- | --------- | -------- | ------------- | ---- | ----------- | -------- | -------- | ------ |
| 1993 | 1st 1     | 05月16日 | 0-5 ●         |      | 2002        | 2nd 7    | 10月06日 | 1-4 ●  |
| 1993 | 2nd 2     | 07月31日 | 1-1 (PK3-5) ● | 2003 | YNC準々決勝 | 08月13日 | 1-5 ●    |        |
| 1994 | 1st 17    | 05月18日 | 1-2 ●         | 2003 | 2nd 1       | 08月16日 | 0-1 ●    |        |
| 1994 | 2nd 17    | 11月02日 | 3-3 (PK4-5) ● | 2004 | 1st 3       | 04月04日 | 2-3 ●    |        |
| 1995 | 1st 10    | 04月22日 | 0-4 ●         | 2005 | YNC予選     | 03月26日 | 1-2 ●    |        |
| 1996 | YNC予選   | 06月22日 | 0-2 ●         | 2005 | 28          | 10月22日 | 0-1 ●    |        |
| 1996 | 29        | 11月06日 | 2-4 ●         | 2006 | 21          | 08月30日 | 1-2 ●    |        |
| 1997 | 2nd 4     | 08月09日 | 0-7 ●         | 2007 | YNC予選     | 04月11日 | 1-2 ●    |        |
| 1997 | YNC準決勝 | 11月01日 | 0-1 ●         | 2007 | 17          | 06月24日 | 1-2 ●    |        |
| 1998 | 2nd 13    | 10月24日 | 0-1 ●         | 2008 | 22          | 08月23日 | 2-1 ○    |        |
| 2001 | 2nd 7     | 09月29日 | 2-4 ●         |      |             |          |          |        |

### リーグ初優勝（2010年）
グランパスは2010年に、Jリーグ創設18年目にしてリーグ戦で初優勝した。優勝が決定したのは11月20日の第31節で、1シーズン・34試合制に移行した2005年以後では最終節を待たずに優勝が決定したのは初めてであった。最終成績の「23勝」「2位との勝点差10」はいずれも当時のリーグ記録で、「勝点72」もリーグ記録タイであった。
この年のグランパスは勝点差では大差をつけて優勝したが、内訳を見ると「総得点54」「総失点37」はいずれも上位チームには劣っていた 。それでも優勝できた要因として「勝負強さ」が挙げられ、それを示すように1点差での勝利は23勝のうち16試合もあった。シーズン通算のグランパスのシュート数「426本」に対して被シュート数は「483本」で、グランパスの方がシュート数が多かったのはわずか11試合であった。先制点を奪った24試合は21勝2分1敗であり、先制点を取って守りきるという展開が多かったことを物語っている。こうした「勝負強さ」に重要だったのが闘莉王の存在感で、数値に見える攻守の貢献のみならず、チーム全体で勝ちに拘る精神的な影響を与えたと考えられた。なお、このシーズンは連敗が一度もなく、また敗戦の次の試合は必ず勝っていた。
| 順位 | チーム           | 勝点 | 勝数 | 分数 | 敗数 | 得点 | 失点 | 得失点差 |
| ---- | ---------------- | ---- | ---- | ---- | ---- | ---- | ---- | -------- |
| 1    | 名古屋グランパス | 72   | 23   | 3    | 8    | 54   | 37   | +17      |
| 2    | ガンバ大阪       | 62   | 18   | 8    | 8    | 65   | 44   | +21      |
| 3    | セレッソ大阪     | 61   | 17   | 10   | 7    | 58   | 32   | +26      |
| 4    | 鹿島アントラーズ | 60   | 16   | 12   | 6    | 51   | 31   | +20      |
| 5    | 川崎フロンターレ | 54   | 15   | 9    | 10   | 61   | 47   | +14      |

### 年間無失点試合数のリーグ記録（2020年）
2020年の無失点試合「17試合」は、2008年の大分トリニータと並ぶリーグ記録タイであった。守備の中心を担ったランゲラック・丸山祐市・中谷進之介は全試合でフル出場を続け、個人としての無失点試合も歴代最多となった。
総失点「28点」はこのシーズンのリーグ最少。2位に勝点差18で圧勝した川崎フロンターレの「31点」を上回っており、総得点数がほぼ同じ2位ガンバ大阪の「42点」、4位セレッソ大阪の「37点」と比較すると守備の固さは歴然であった。総失点「28点」は34試合制となった2005年以降に限ると、大分トリニータ（2008年）の「24点」、ベガルタ仙台（2011年）とセレッソ大阪（2019年）の「25点」、川崎フロンターレ（2018年）の「27点」に次いで、浦和レッズ（2006年・2007年・2016年）と並ぶ歴代5位の記録である。
| 節 | 開催日   | 対戦相手               | 開催地   | スコア |    | 節       | 開催日             | 対戦相手     | 開催地 | スコア |
| -- | -------- | ---------------------- | -------- | ------ | -- | -------- | ------------------ | ------------ | ------ | ------ |
| 4  | 07月12日 | セレッソ大阪           | 大阪     | 2-0 ○  |    | 24       | 10月24日           | ベガルタ仙台 | 名古屋 | 1-0 ○  |
| 5  | 07月18日 | サガン鳥栖             | 豊田     | 1-0 ○  | 25 | 10月31日 | 鹿島アントラーズ   | 鹿嶋         | 2-0 ○  |        |
| 6  | 07月22日 | 大分トリニータ         | 大分     | 3-0 ○  | 26 | 11月03日 | サガン鳥栖         | 鳥栖         | 0-0 △  |        |
| 11 | 08月19日 | 湘南ベルマーレ         | 平塚     | 1-0 ○  | 27 | 11月15日 | FC東京             | 豊田         | 1-0 ○  |        |
| 12 | 08月23日 | 川崎フロンターレ       | 豊田     | 1-0 ○  | 30 | 11月28日 | 大分トリニータ     | 名古屋       | 0-0 △  |        |
| 13 | 08月29日 | 北海道コンサドーレ札幌 | 札幌     | 0-0 △  | 31 | 12月05日 | 柏レイソル         | 柏           | 1-0 ○  |        |
| 20 | 10月04日 | 浦和レッズ             | さいたま | 1-0 ○  | 32 | 12月12日 | 横浜FC             | 名古屋       | 0-0 △  |        |
| 21 | 10月10日 | セレッソ大阪           | 名古屋   | 1-0 ○  | 34 | 12月19日 | サンフレッチェ広島 | 豊田         | 1-0 ○  |        |
| 22 | 10月14日 | 北海道コンサドーレ札幌 | 名古屋   | 3-0 ○  |    |          |                    |              |        |        |

### 連続無失点試合・無失点継続時間のリーグ記録（2021年）
2021年は開幕戦でオウンゴールによる失点があったが、その後は第10節で敗れるまで無失点が続いた。第2節から第19節（10試合目）までの連続無失点「9試合」は、2014年に浦和レッズが記録した「7試合」のリーグ記録を更新し、グランパスとしては2009年の「4試合」を大幅に更新する成績であった。また、第1節の失点から第10節の失点までの無失点継続時間「823分」は、2006年に横浜FCが記録した「770分」のJリーグ記録、1993年に清水エスパルスが記録した「731分」のJ1記録をともに塗り替えた。
無敗は前年の第27節から継続しており、今シーズン第19節までの連続無敗「16試合」はクラブ記録と並んでいる。また、開幕連勝「6試合」も1996年と2007年の「4試合」を更新するクラブ記録で、2003年のリーグ戦の延長戦廃止以後に限るとリーグ記録にも並んでいる。
なお、このシーズンは38試合制の開催であったが無失点試合「21試合」の記録を達成し、54試合制の1995年に横浜マリノスが記録した「18試合」のリーグ記録を更新している。
| 節 | 開催日  | 対戦相手               | 開催地 | スコア |
| -- | ------- | ---------------------- | ------ | ------ |
| 1  | 2月28日 | アビスパ福岡           | 福岡   | 2-1 ○  |
| 2  | 3月06日 | 北海道コンサドーレ札幌 | 豊田   | 1-0 ○  |
| 3  | 3月10日 | 柏レイソル             | 柏     | 1-0 ○  |
| 4  | 3月13日 | ヴィッセル神戸         | 神戸   | 1-0 ○  |
| 5  | 3月17日 | 横浜FC                 | 豊田   | 3-0 ○  |
| 6  | 3月21日 | 鹿島アントラーズ       | 鹿嶋   | 1-0 ○  |
| 7  | 4月03日 | FC東京                 | 豊田   | 0-0 △  |
| 8  | 4月07日 | 湘南ベルマーレ         | 平塚   | 0-0 △  |
| 9  | 4月11日 | 大分トリニータ         | 大分   | 3-0 ○  |
| 19 | 4月14日 | サンフレッチェ広島     | 豊田   | 1-0 ○  |
| 10 | 4月18日 | サガン鳥栖             | 豊田   | 1-2 ●  |

## タイトル・表彰

### 国内タイトル
- J1リーグ：1回
  - 2010
    - サントリーカップ・チャンピオン・ファイナル：1回
      - 1996
- Jリーグカップ：2回
  - 2021, 2024
- 天皇杯 JFA 全日本サッカー選手権大会：2回
  - 1995, 1999
- スーパーカップ：2回
  - 1996, 2011

### その他タイトル
- サンワバンクカップ：1回
  - 1997
- トヨタプレミアカップ：1回
  - 2013

### 表彰
| 年度                             | 最優秀選手(MVP) | ベストイレブン                               | 得点王     | 新人王   | 最優秀監督     | 最優秀ゴール賞 |
| -------------------------------- | --------------- | -------------------------------------------- | ---------- | -------- | -------------- | -------------- |
| 1993年から1994年は、受賞者無し。 |                 |                                              |            |          |                |                |
| 1995年                           | ストイコビッチ  | ストイコビッチ                               | -          | -        | ベンゲル       | -              |
| 1996年                           | -               | ストイコビッチ                               | -          | -        | -              | -              |
| 1997年から1998年は、受賞者無し。 |                 |                                              |            |          |                |                |
| 1999年                           | -               | ストイコビッチ                               | -          | -        | -              | -              |
| 2000年から2002年は、受賞者無し。 |                 |                                              |            |          |                |                |
| 2003年                           | -               | 楢﨑正剛 ウェズレイ                          | ウェズレイ | -        | -              | -              |
| 2004年                           | -               | マルケス                                     | -          | -        | -              | -              |
| 2005年から2007年は、受賞者無し。 |                 |                                              |            |          |                |                |
| 2008年                           | -               | 楢﨑正剛 小川佳純                            | -          | 小川佳純 | -              | -              |
| 2009年は、受賞者無し。           |                 |                                              |            |          |                |                |
| 2010年                           | 楢﨑正剛        | 楢﨑正剛 闘莉王 増川隆洋 ダニルソン ケネディ | ケネディ   | -        | ストイコビッチ | -              |
| 2011年                           | -               | 楢﨑正剛 闘莉王 藤本淳吾 ケネディ            | ケネディ   | -        | -              | -              |
| 2012年                           | -               | 闘莉王                                       | -          | -        | -              | -              |
| 2013年から2015年は、受賞者無し。 |                 |                                              |            |          |                |                |
| 2016年                           | -               | -                                            | -          | -        | -              | 田口泰士       |
| 2017年は、受賞者無し。           |                 |                                              |            |          |                |                |
| 2018年                           | -               | ジョー                                       | ジョー     | -        | -              | -              |
| 2019年から2020年は、受賞者無し。 |                 |                                              |            |          |                |                |
| 2021年                           | -               | ランゲラック 稲垣祥                          | -          | -        | -              | 柿谷曜一朗     |
| 2022年から2024年は、受賞者無し。 |                 |                                              |            |          |                |                |

## スタジアム・練習場
ホームスタジアムは、豊田スタジアムおよびパロマ瑞穂スタジアムである。なお、過去のホームゲーム開催スタジアムは「当項目」を参照のこと。
当初はホームタウンが名古屋市のみのため、パロマ瑞穂スタジアムのみの登録だったが、2012年に豊田市がホームタウンに加わったのを機に、それまで準本拠扱いだった豊田スタジアムを本拠に追加。週末開催のリーグ戦はほぼ半数ずつを開催。カップ戦など平日開催の多くはパロマ瑞穂スタジアムで行う。但し、2017年はJ2に降格し、リーグカップ出場が出来なかったため、パロマ瑞穂スタジアムの試合がその分多かった。
なおグランパスは名古屋市と共同で、2019年11月にパロマ瑞穂スタジアムの全面改築工事を2021年から実施（改築完了・使用再開時期未定）するのに伴い、2020年のJ1リーグ終了をもって一旦パロマ瑞穂スタジアムでの開催を中断することを発表している。
練習場は愛知県豊田市のトヨタスポーツセンター第1グラウンドである。

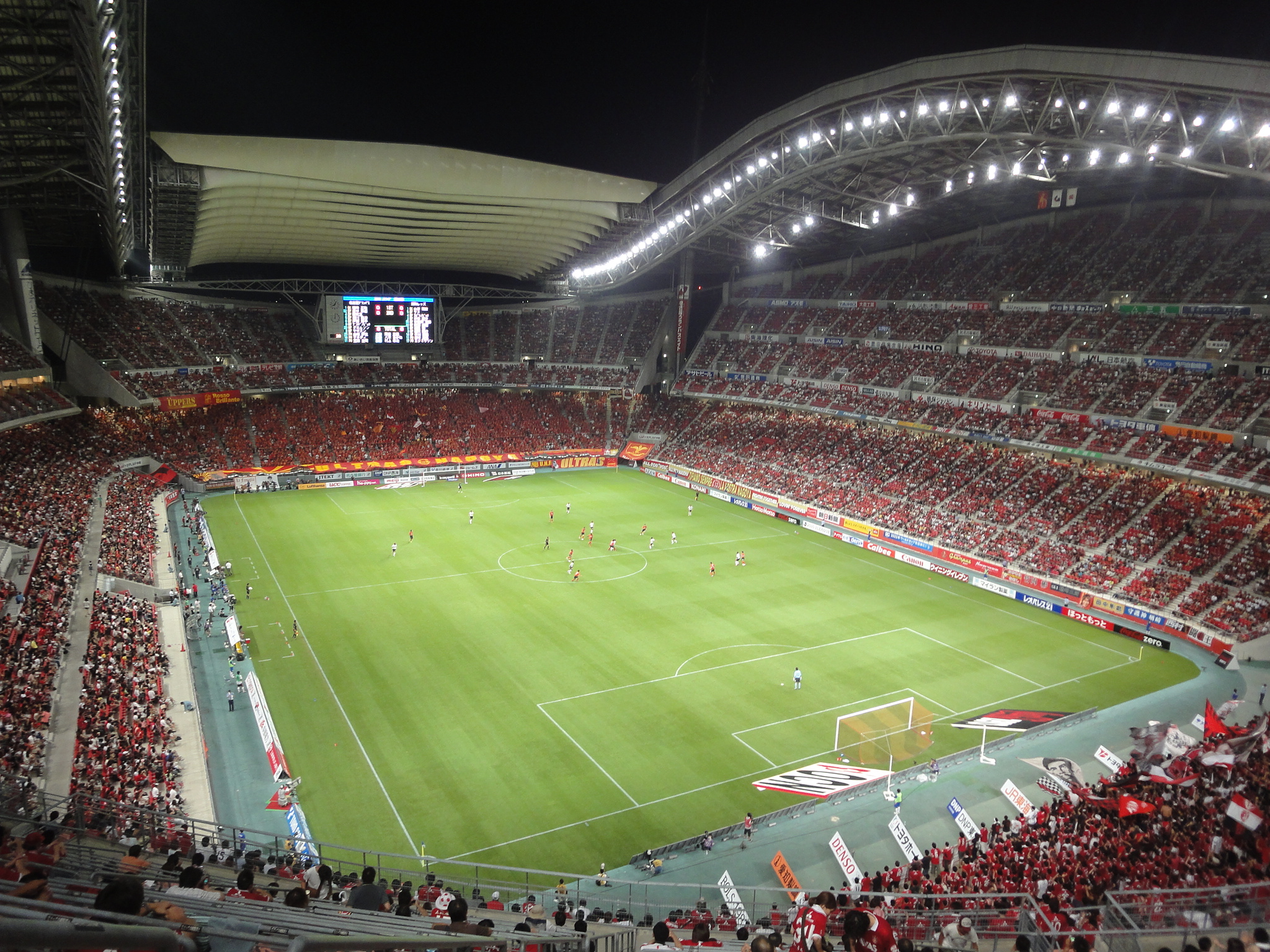
豊田スタジアム（2010年）
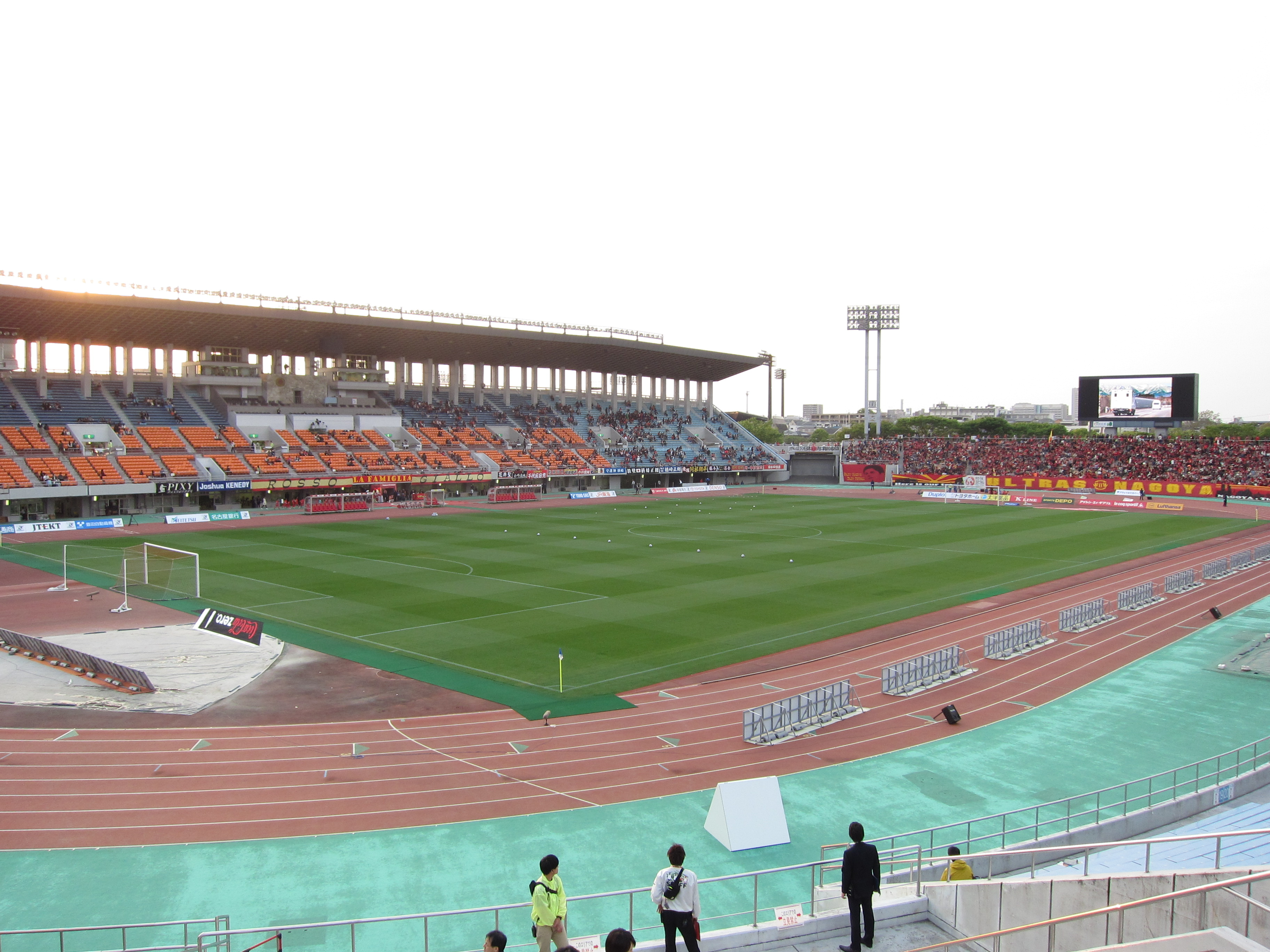
名古屋市瑞穂公園陸上競技場（2011年）
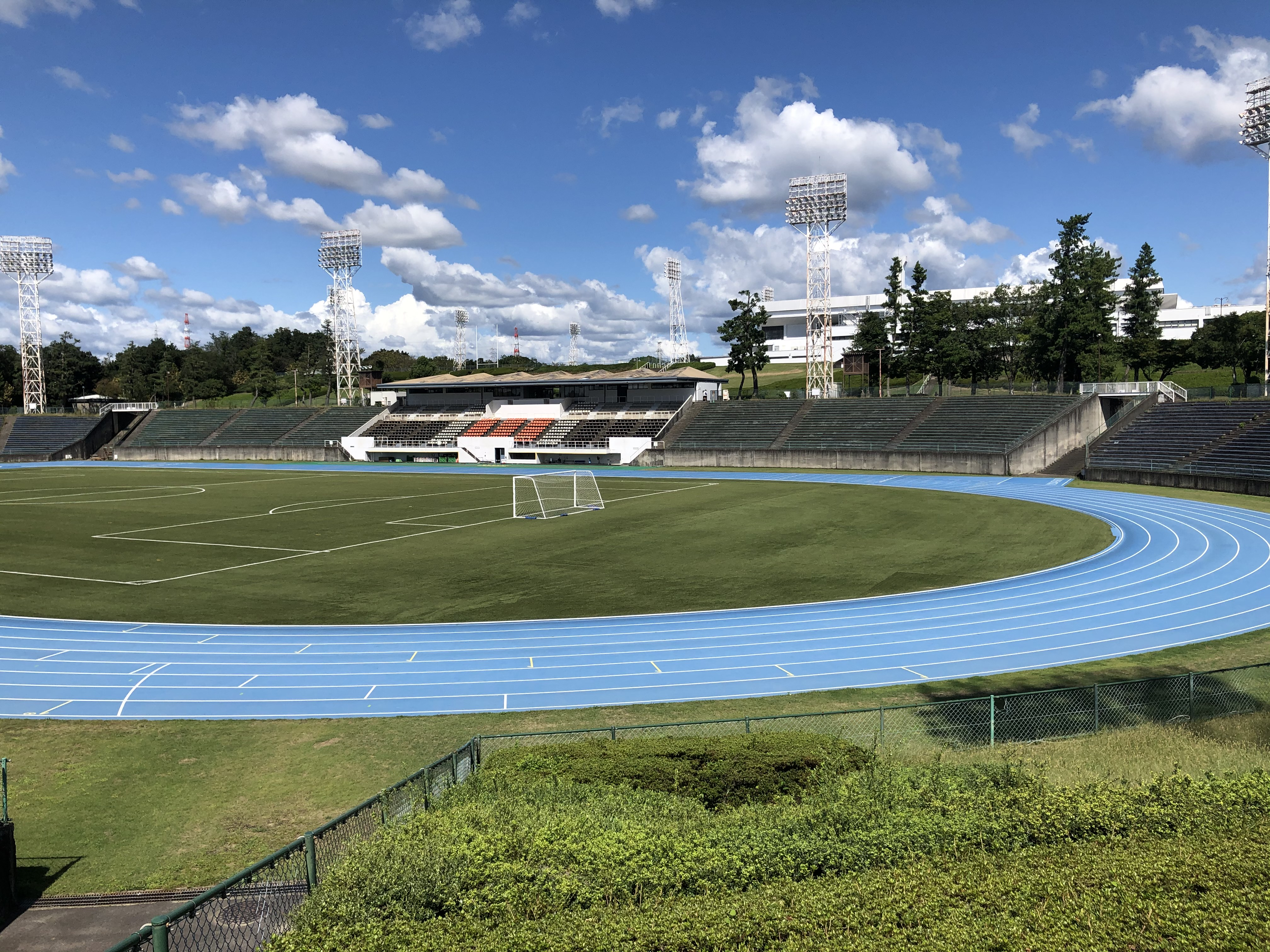
トヨタスポーツセンター（2020年）

## アカデミー・育成
2010年12月にスペインのリーガ・エスパニョーラ所属のレアル・ソシエダと選手育成に関する協力協定を締結 しており、若手選手がレアル・ソシエダの練習に参加している。

### 名古屋グランパスU-18
| 年度 | 所属                   | リーグ戦 | リーグ戦 | リーグ戦 | リーグ戦 | リーグ戦 | リーグ戦 |                     | カップ戦      | カップ戦      | カップ戦 | 監督     |
| 年度 | 所属                   | 試合     | 勝点     | 勝       | 分       | 敗       | 順位     | クラブユース 選手権 | 高円宮杯      | Jユースカップ |          | 監督     |
| ---- | ---------------------- | -------- | -------- | -------- | -------- | -------- | -------- | ------------------- | ------------- | ------------- | -------- | -------- |
| 2008 | プリンスリーグ 東海1部 | 9        | 21       | 6        | 3        | 0        | 優勝     |                     | ベスト8       | 準優勝        | ベスト16 |          |
| 2009 | プリンスリーグ 東海1部 | 9        | 13       | 4        | 1        | 4        | 4位      | GL敗退              | -             | ベスト8       |          |          |
| 2010 | プリンスリーグ 東海1部 | 9        | 21       | 6        | 3        | 0        | 2位      | ベスト4             | ベスト16      | GL敗退        |          |          |
| 年度 | 所属                   | リーグ戦 | リーグ戦 | リーグ戦 | リーグ戦 | リーグ戦 | リーグ戦 |                     | カップ戦      | カップ戦      | カップ戦 | 監督     |
| 年度 | 所属                   | 試合     | 勝点     | 勝       | 分       | 敗       | 順位     | クラブユース 選手権 | Jユースカップ | Jユースカップ |          | 監督     |
| 2011 | プレミアリーグ WEST    | 18       | 28       | 8        | 4        | 6        | 4位      |                     | ベスト4       | 優勝          | 優勝     | 高田哲也 |
| 2012 | プレミアリーグ WEST    | 18       | 32       | 10       | 2        | 6        | 3位      | GL敗退              | GL敗退        | GL敗退        |          | 高田哲也 |
| 2013 | プレミアリーグ WEST    | 18       | 24       | 7        | 3        | 8        | 6位      | -                   | GL敗退        | GL敗退        |          | 高田哲也 |
| 2014 | プレミアリーグ WEST    | 18       | 37       | 12       | 1        | 5        | 4位      | -                   | ベスト16      | ベスト16      |          | 高田哲也 |
| 2015 | プレミアリーグ WEST    | 18       | 21       | 6        | 3        | 9        | 8位      | ベスト8             | 準優勝        | 準優勝        |          | 高田哲也 |
| 2016 | プレミアリーグ WEST    | 18       | 11       | 2        | 5        | 11       | 9位      | GL敗退              | ベスト16      | ベスト16      |          | 高田哲也 |
| 2017 | プリンスリーグ東海     | 18       | 45       | 14       | 3        | 1        | 優勝     | ベスト16            | ベスト16      | ベスト16      |          | 高田哲也 |
| 2018 | プレミアリーグ WEST    | 18       | 34       | 10       | 4        | 4        | 3位      | ベスト8             | ベスト16      | ベスト16      | 古賀聡   |          |
| 2019 | プレミアリーグ WEST    | 18       | 41       | 13       | 2        | 3        | 優勝     | 優勝                | 優勝          | 優勝          | 古賀聡   |          |
| 2020 | プレミアリーグ WEST    | 開催中止 | 開催中止 | 開催中止 | 開催中止 | 開催中止 | 開催中止 | 1回戦敗退           | 開催中止      | 開催中止      | 古賀聡   |          |
| 2021 | プレミアリーグ WEST    | 15       | 29       | 9        | 2        | 4        | 2位      | 優勝                | GL2位         | GL2位         | 古賀聡   |          |
| 2022 | プレミアリーグ WEST    | 22       | 34       | 10       | 4        | 8        | 5位      | ベスト16            | GL4位         | GL4位         | 古賀聡   |          |
| 2023 | プレミアリーグ WEST    | 22       | 30       | 8        | 6        | 8        | 8位      | GL敗退              | -             | -             | 古賀聡   |          |
| 2024 | プレミアリーグ WEST    | 22       | 40       | 12       | 4        | 6        | 4位      | ベスト4             | GL1位         | GL1位         | 三木隆司 |          |

### 主なタイトル

#### U-18
- クラブユース選手権大会
  - 2回：2019年、2021年
- Jリーグユース選手権大会
  - 2回：2011年、2019年
- JFAプリンスリーグU-18
  - 2回：2008年、2019年

#### U-15
- 日本クラブユースサッカー選手権 (U-15)大会
  - 1回：2008年
- 高円宮杯 JFA 全日本U-15サッカー選手権大会
  - 2回：1999年、2010年

#### U-12
- JFA 全日本U-12サッカー選手権大会
  - 1回：2009年

## ユニフォーム

### チームカラー
- 赤

### エンブレム
- 1992年 - 1993年：グランパスくんをそのままエンブレムとして採用（リーグ戦用ユニホーム。カップ戦ユニホームは1994年も使用）。
- 1994年 - 1997年：リーグ戦用ユニホームはチームフラッグをモチーフにした円形のエンブレムを採用。カップ戦用ユニホーム（1995年 - ）にはエンブレムはなく、胸の「Grampus」ロゴがエンブレム代わり。
- 1998年：リーグ戦・カップ戦でユニホームが統一。エンブレムはなし
- 1999年 - 2010年：楯と王冠をモチーフに「NGE (Nagoya Grampus Eight)」とグランパスくんを盛り込んだものを採用。
- 2011年 - 2016年：エンブレム上部に第75回天皇杯全日本サッカー選手権大会（1995年）、第79回天皇杯全日本サッカー選手権大会（1999年）および2010年のJ1リーグの優勝を表す3つのチャンピオン・スターマーク（★）を付けている。それぞれの星には、タイトルと年号を表す「EC 96」「EC 00」「J1 10」が刻印されている。
- 2017年 - 2023年：基本デザインは変わらないが星に刻印されていたタイトルと年号はなくなっている。
- 2024年 - 現在：前年の GRAMPUS SOCIO PROJECT を通じて、エンブレムが完全に一新された。「Grampus Family Statement」を表現するデザインが細部に施されており、従来のものにあった「NGE」の文字と鯱の絵柄を合わせ、『上昇気流』を表現したシンボルに再構築された[1]。

### ユニフォームスポンサー
| 掲出箇所   | スポンサー名           | 表記           | 掲出年                                   | 備考 |
| ---------- | ---------------------- | -------------- | ---------------------------------------- | --- |
| 胸         | トヨタ自動車           | GR 86          | 2001年 -                                 | 1992年 - 2000年は袖 1992年 - 2020年（一部期間除く）は「TOYOTA」表記 2020年の一部期間、2021年は「GR YARiS」表記 |
| 鎖骨       | プロトコーポレーション | グーネット     | 2020年 -                                 | 左側に掲出 |
| 鎖骨       | ワークスタッフ         | ワークスタッフ | 2023年 -                                 | 右側に掲出 |
| 背中上部   | アイシン               | AISIN          | 2011年 - 2012年 2017年 - 2018年 2023年 - | |
| 背中下部   | 豊田通商               | 豊田通商       | 2016年 -                                 | 2012年 - 2015年は袖                                                                                            |
| 袖         | トヨタファイナンス     | TS3            | 2016年 -                                 | 2004年 - 2015年はパンツ                                                                                        |
| パンツ前面 | 興和                   | Vバンテリン    | 2023年 -                                 | 2022年はパンツ背面                                                                                             |
| パンツ背面 | なし                   | -              | -                                        | |

### トレーニングウェアスポンサー
| 掲出箇所 | スポンサー名     | 表記                      | 掲出年   | 備考                       |
| -------- | ---------------- | ------------------------- | -------- | -------------------------- |
| 胸       | トヨタホーム     | トヨタホーム              | 2012年 - |                            |
| 背中     | UCC上島珈琲      | UCC COFFEE                | 2018年 - |                            |
| 左袖     | 学校法人東邦学園 | 愛知東邦大学 東邦高等学校 | 2016年 - | 「東邦高等学校」は2016年 - |
| 右袖     | レイフィールド   | RAY Field                 | 2016年 - |                            |

かつては明治乳業もトレーニングウェア胸スポンサーであった。

### ユニフォームサプライヤーの遍歴
- 1992年：ルコックスポルティフ
- 1993年 - 1996年：リーグ戦はミズノ、カップ戦はルコックスポルティフ
- 1997年：リーグ戦はアンブロ、カップ戦はルコックスポルティフ
- 1998年 - 2010年：ルコックスポルティフ
- 2011年 - 2016年：デサント（ルコックスポルティフ）
- 2017年 - 現在：ミズノ

### 歴代ユニフォーム
| FP 1st      | FP 1st      | FP 1st      | FP 1st      | FP 1st      |
| ----------- | ----------- | ----------- | ----------- | ----------- |
| 1992        | 1993        | 1994 - 1996 | 1997        | 1998        |
| 1999 - 2000 | 2001 - 2002 | 2003 - 2004 | 2005 - 2006 | 2007 - 2008 |
| 2009 - 2010 | 2011 - 2012 | 2013 - 2014 | 2015        | 2016        |
| 2017        | 2018        | 2019        | 2020        | 2021        |
| 2022        | 2023        | 2024        | 2025 -      |             |
|             |             |             |             |             |

| FP 2nd      | FP 2nd      | FP 2nd      | FP 2nd      | FP 2nd      |
| ----------- | ----------- | ----------- | ----------- | ----------- |
| 1992        | 1993        | 1994 - 1996 | 1997        | 1998        |
| 1999 - 2000 | 2001 - 2002 | 2003 - 2004 | 2005 - 2006 | 2007 - 2008 |
| 2009 - 2010 | 2011 - 2012 | 2013 - 2014 | 2015        | 2016        |
| 2017        | 2018        | 2019        | 2020        | 2021        |
| 2022        | 2023        | 2024        | 2025 -      |             |
|             |             |             |             |             |

| FP Other                           | FP Other          | FP Other                    | FP Other          | FP Other          |
| ---------------------------------- | ----------------- | --------------------------- | ----------------- | ----------------- |
| 2001 - 2002 3rd                    | 2011 · 1st ACL    | 2012 · 1st ACL              | 2012 · 20周年記念 | 2013 · 20周年記念 |
| 2014 · 名古屋テレビ塔 · 60周年記念 | 2017 · 25周年記念 | 2018 · Jリーグ · 25周年記念 | 2019 · 鯱の大祭典 | 2021 · 鯱の大祭典 |
| 2022 · 鯱の大祭典                  | 2023 · 鯱の大祭典 | 2024 · 鯱の大祭典           | 2025 · 鯱の大祭典 |                   |
|                                    |                   |                             |                   |                   |

### 歴代ユニフォームスポンサー表記
| 年度 | 箇所              | 箇所                    | 箇所                     | 箇所         | 箇所     | 箇所     | 箇所                | 箇所        | サプライヤー                |
| 年度 | 胸                | 鎖骨左                  | 鎖骨右                   | 背中上部     | 背中下部 | 袖       | パンツ前面          | パンツ背面  | サプライヤー                |
| 1992 | -                 | 解禁前                  | 解禁前                   | -            | 解禁前   | TOYOTA   | -                   | 解禁前      | Le Coq Sportif              |
| 1993 | -                 | 解禁前                  | 解禁前                   | -            | 解禁前   | TOYOTA   | -                   | 解禁前      | Mizuno / Le Coq Sportif     |
| 1994 | -                 | 解禁前                  | 解禁前                   | -            | 解禁前   | TOYOTA   | -                   | 解禁前      | Mizuno / Le Coq Sportif     |
| 1995 | -                 | 解禁前                  | 解禁前                   | -            | 解禁前   | TOYOTA   | -                   | 解禁前      | Mizuno / Le Coq Sportif     |
| 1996 | -                 | 解禁前                  | 解禁前                   | -            | 解禁前   | TOYOTA   | -                   | 解禁前      | Mizuno / Le Coq Sportif     |
| 1997 | -                 | 解禁前                  | 解禁前                   | -            | 解禁前   | TOYOTA   | -                   | 解禁前      | UMBRO / Le Coq Sportif      |
| 1998 | -                 | 解禁前                  | 解禁前                   | -            | 解禁前   | TOYOTA   | -                   | 解禁前      | Le Coq Sportif              |
| 1999 | -                 | 解禁前                  | 解禁前                   | -            | 解禁前   | TOYOTA   | -                   | 解禁前      | Le Coq Sportif              |
| 2000 | -                 | 解禁前                  | 解禁前                   | -            | 解禁前   | TOYOTA   | -                   | 解禁前      | Le Coq Sportif              |
| 2001 | TOYOTA            | 解禁前                  | 解禁前                   | -            | 解禁前   | HISAGO   | -                   | 解禁前      | Le Coq Sportif              |
| 2002 | TOYOTA            | 解禁前                  | 解禁前                   | TOYOTA L&F   | 解禁前   | HISAGO   | -                   | 解禁前      | Le Coq Sportif              |
| 2003 | TOYOTA            | 解禁前                  | 解禁前                   | DENSO        | 解禁前   | HISAGO   | -                   | 解禁前      | Le Coq Sportif              |
| 2004 | TOYOTA            | 解禁前                  | 解禁前                   | DENSO        | 解禁前   | HISAGO   | TS3                 | 解禁前      | Le Coq Sportif              |
| 2005 | TOYOTA            | 解禁前                  | 解禁前                   | TOYOTA L&F   | 解禁前   | HISAGO   | TS3                 | 解禁前      | Le Coq Sportif              |
| 2006 | TOYOTA            | 解禁前                  | 解禁前                   | 豊田織機     | 解禁前   | HISAGO   | TS3                 | 解禁前      | Le Coq Sportif              |
| 2007 | TOYOTA            | 解禁前                  | 解禁前                   | DENSO        | 解禁前   | HISAGO   | TS3                 | 解禁前      | Le Coq Sportif              |
| 2008 | TOYOTA            | 解禁前                  | 解禁前                   | DENSO        | 解禁前   | 中部電力 | TS3                 | 解禁前      | Le Coq Sportif              |
| 2009 | TOYOTA            | 解禁前                  | 解禁前                   | 豊田織機     | 解禁前   | 中部電力 | TS3                 | 解禁前      | Le Coq Sportif              |
| 2010 | TOYOTA            | 解禁前                  | 解禁前                   | 豊田織機     | 解禁前   | 中部電力 | TS3                 | 解禁前      | Le Coq Sportif              |
| 2011 | TOYOTA            | 解禁前                  | 解禁前                   | AISIN        | 解禁前   | 中部電力 | TS3                 | 解禁前      | DESCENTE （Le Coq Sportif） |
| 2012 | TOYOTA            | 解禁前                  | 解禁前                   | AISIN        | 解禁前   | 豊田通商 | TS3                 | 解禁前      | DESCENTE （Le Coq Sportif） |
| 2013 | TOYOTA            | 解禁前                  | 解禁前                   | DENSO        | 解禁前   | 豊田通商 | TS3                 | 解禁前      | DESCENTE （Le Coq Sportif） |
| 2014 | TOYOTA            | 解禁前                  | 解禁前                   | DENSO        | 解禁前   | 豊田通商 | TS3                 | 解禁前      | DESCENTE （Le Coq Sportif） |
| 2015 | TOYOTA            | 解禁前                  | 解禁前                   | 豊田自動織機 | 解禁前   | 豊田通商 | TS3                 | 解禁前      | DESCENTE （Le Coq Sportif） |
| 2016 | TOYOTA            | 解禁前                  | 解禁前                   | 豊田自動織機 | 豊田通商 | TS3      | TOYOTA GAZOO Racing | 解禁前      | DESCENTE （Le Coq Sportif） |
| 2017 | TOYOTA            | 解禁前                  | 解禁前                   | AISIN        | 豊田通商 | TS3      | TOYOTA GAZOO Racing | 解禁前      | Mizuno                      |
| 2018 | TOYOTA            | Special Olympics Nippon | 東海東京証券             | AISIN        | 豊田通商 | TS3      | TOYOTA GAZOO Racing | 解禁前      | Mizuno                      |
| 2019 | TOYOTA            | セノン                  | 東海東京証券             | DENSO        | 豊田通商 | TS3      | TOYOTA GAZOO Racing | 解禁前      | Mizuno                      |
| 2020 | TOYOTA / GR YARiS | グーネット              | au 5G （1st） au （2nd） | DENSO        | 豊田通商 | TS3      | TOYOTA GAZOO Racing | -           | Mizuno                      |
| 2021 | GR YARiS          | グーネット              | au 5G （1st） au （2nd） | 豊田自動織機 | 豊田通商 | TS3      | TOYOTA GAZOO Racing | -           | Mizuno                      |
| 2022 | GR 86             | グーネット              | au 5G （1st） au （2nd） | 豊田自動織機 | 豊田通商 | TS3      | TOYOTA GAZOO Racing | Vバンテリン | Mizuno                      |
| 2023 | GR 86             | グーネット              | ワークスタッフ           | AISIN        | 豊田通商 | TS3      | Vバンテリン         | -           | Mizuno                      |

## クラブ情報

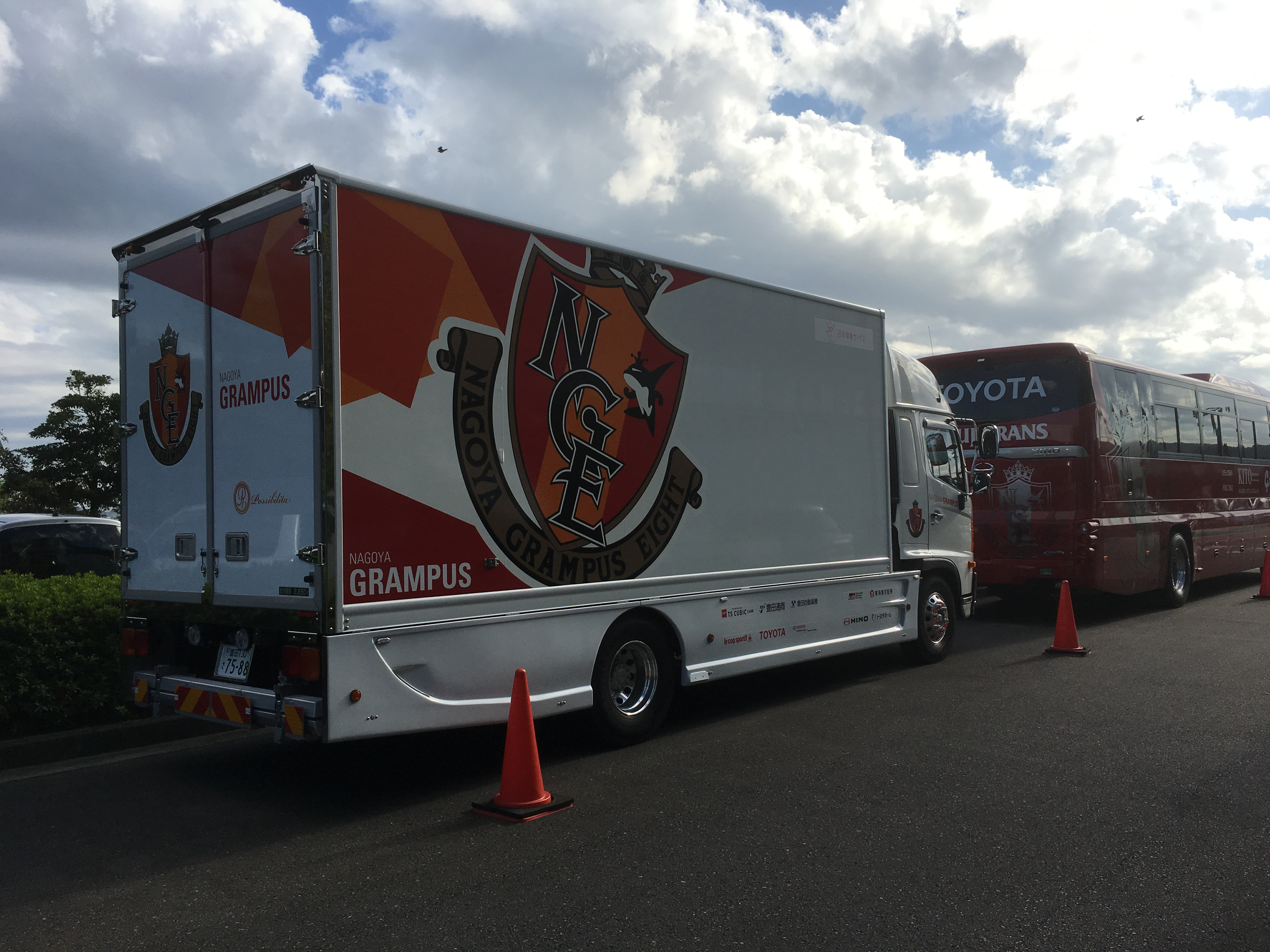
名古屋グランパス専用用具車

### マスコットキャラクター
マスコットキャラクターはチーム名の「グランパス (Grampus)」にちなみシャチをモチーフにしている。
グランパスファミリーとして、グランパスくんをはじめ、グランパコちゃん（妻）、グランパスくんJr.（息子）、グララ（娘）がいる。

### 名古屋グランパス後援会
- 東海3県の知事・サッカー協会、名古屋市長・サッカー協会、出資会社を核とし、後援会事務局、法人会員631社（2009年11月時点）からなるチームの支援組織。法人会員にはトヨタ自動車の下請け企業・全国各地の販売店・主要在名民放局（愛知国際放送を除く。愛知県外では三重テレビ放送も法人会員）といった企業・団体等も入会している。
- 毎年シーズン前に名古屋市内のホテルで、スポンサー・後援会法人会員・監督・選手が出席するパーティー形式のイベントが行われている。

### 歴代スタジアムDJ
- 1994年 - 1998年 堀田和則
- 1998年 - 2006年 ケン・マスイ
- 2007年 - 0000年 ヨースケ (YO!YO!YOSUKE)

## 決算
名古屋グランパスエイトの決算は、つぎのとおり。

### 損益
| 年度 | 収入  | 広告料 | 入場料 | 配分 | その他 | 費用  | 事業費 | 人件費 | 管理費 | 利益 | 純利益 |
| ---- | ----- | ------ | ------ | ---- | ------ | ----- | ------ | ------ | ------ | ---- | ------ |
| 2005 | 3,720 | 2,244  | 621    | 262  | 593    | 3,596 | 3,115  | N.A.   | 481    | 124  | 278    |
| 2006 | 3,801 | 2,255  | 605    | 258  | 683    | 4,093 | 3,615  | 2,313  | 478    | -292 | -271   |
| 2007 | 3,635 | 2,247  | 626    | 272  | 490    | 3,592 | 3,061  | 1,770  | 531    | 43   | 70     |
| 2008 | 4,071 | 2,283  | 767    | 376  | 644    | 3,971 | 3,432  | 2,005  | 539    | 100  | 101    |
| 2009 | 4,506 | 2,068  | 771    | 251  | 1,416  | 4,485 | 3,947  | 2,350  | 538    | 21   | 4      |
| 2010 | 4,103 | 1,998  | 880    | 468  | 757    | 4,198 | 3,677  | 2,133  | 521    | -96  | -162   |

- 金額の単位: 百万円
- 人件費は事業費に含まれる。

出典: 各年度のJクラブ決算一覧。
2005、
2006、
2007、
2008、
2009、
2010
| 年度 | 収益  | 広告料 | 入場料 | 配分 | 育成 | その他 | 費用  | 人件費 | 試合 | トップ | 育成 | 女子 | 販売  | 利益 | 純利益 |
| ---- | ----- | ------ | ------ | ---- | ---- | ------ | ----- | ------ | ---- | ------ | ---- | ---- | ----- | ---- | ------ |
| 2011 | 4,196 | 2,136  | 814    | 239  | 250  | 757    | 4,231 | 2,167  | 316  | 491    | 174  | 0    | 1,083 | -35  | -65    |
| 2012 | 3,993 | 2,145  | 799    | 226  | 275  | 548    | 4,287 | 2,009  | 319  | 488    | 208  | 0    | 1,263 | -295 | -257   |
| 2013 | 4,226 | 2,457  | 736    | 221  | 258  | 555    | 4,304 | 2,348  | 283  | 448    | 191  | 0    | 1,034 | -78  | -78    |
| 2014 | 4,042 | 2,471  | 756    | 204  | 228  | 383    | 4,041 | 2,053  | 286  | 434    | 186  | 0    | 1,082 | 1    | 23     |
| 2015 | 4,446 | 2,775  | 727    | 200  | 237  | 507    | 4,349 | 2,086  | 275  | 458    | 205  | 0    | 1,325 | 97   | 30     |

- 金額の単位: 百万円

出典: 各年度のJクラブ決算一覧。
2011、
2012、
2013、
2014、
2015
| 年度 | 収益  | 広告料 | 入場料 | 配分 | 育成 | 物販 | その他 | 費用  | 人件費 | 試合 | トップ | 育成 | 女子 | 物販 | 販売  | 利益 | 純利益 |
| ---- | ----- | ------ | ------ | ---- | ---- | ---- | ------ | ----- | ------ | ---- | ------ | ---- | ---- | ---- | ----- | ---- | ------ |
| 2016 | 4,713 | 3,088  | 761    | 208  | 203  | 187  | 266    | 4,565 | 1,984  | 275  | 550    | 191  | 0    | 120  | 1,445 | 148  | 149    |

- 金額の単位: 百万円

出典: 各年度のJクラブ決算一覧。
2016

### 貸借
| 年度 | 総資産 | 総負債 | 純資産 | 資本金 |
| ---- | ------ | ------ | ------ | ------ |
| 2005 | 952    | 274    | 677    | 400    |
| 2006 | 834    | 428    | 406    | 400    |
| 2007 | 764    | 288    | 475    | 400    |
| 2008 | 873    | 297    | 576    | 400    |
| 2009 | 1,072  | 491    | 580    | 400    |
| 2010 | 797    | 378    | 418    | 400    |
| 2011 | 692    | 338    | 354    | 400    |
| 2012 | 969    | 876    | 93     | 400    |
| 2013 | 589    | 574    | 14     | 400    |
| 2014 | 423    | 385    | 38     | 400    |
| 2015 | 956    | 888    | 68     | 400    |
| 2016 | 764    | 510    | 254    | 105    |

- 金額の単位: 百万円

出典: 各年度のJクラブ決算一覧。
2005、
2006、
2007、
2008、
2009、
2010、
2011、
2012、
2013、
2014、
2015、
2016